# Liste der Biografien/Heinr
Liste der Biografien |
Portal Biografien |
Personensuche
# |
A |
B |
C |
D |
E |
F |
G |
H |
I |
J |
K |
L |
M |
N |
O |
P |
Q |
R |
S |
T |
U |
V |
W |
X |
Y |
Z |
?
 
Ha |
Hd |
He |
Hi |
Hj |
Hk |
Hl |
Hm |
Hn |
Ho |
Hr |
Hs |
Ht |
Hu |
Hv |
Hw |
Hy
 
Hea |
Heb |
Hec |
Hed |
Hee |
Hef |
Heg |
Heh |
Hei |
Hej |
Hek |
Hel |
Hem |
Hen |
Heo |
Hep |
Heq |
Her |
Hes |
Het |
Heu |
Hev |
Hew |
Hex |
Hey |
Hez
 
Heia |
Heib |
Heic |
Heid |
Heie |
Heif |
Heig |
Heij |
Heik |
Heil |
Heim |
Hein |
Heip |
Heir |
Heis |
Heit |
Heix |
Heiz
 
Heina |
Heinb |
Heinc |
Heind |
Heine |
Heinf |
Heing |
Heinh |
Heini |
Heink |
Heinl |
Heinm |
Heino |
Heinr |
Heins |
Heint |
Heiny |
Heinz
Die Liste der Biografien führt alle Personen auf, die in der deutschsprachigen Wikipedia einen Artikel haben. Dieses ist eine Teilliste mit 891 Einträgen von Personen, deren Namen mit den Buchstaben „Heinr“ beginnt.

## Heinr

### Heinre
- Heinreich, Emel (* 1962), österreichische Regisseurin, Autorin, Schauspielerin, Tänzerin und Maskenschnitzerin
- Heinreichsberger, Bernhard (* 1989), österreichischer Politiker (ÖVP), Landtagsabgeordneter

### Heinri

#### Heinric

##### Heinrich
- Heinrich, Bischof von Genf
- Heinrich, Graf von Werl, Vogt von Werden und dem Bistum Paderborn
- Heinrich, Herzog von Masowien
- Heinrich, ältester Sohn des Otto von Worms, Herzog von Kärnten und Bruder des Papstes Gregor V.Heinrich
- Heinrich, Bischof von Chur

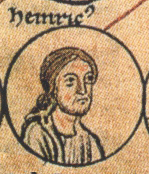
Heinrich

- Heinrich († 1103), deutscher Graf und einer der Stifter des Klosters Blaubeuren
- Heinrich († 1116), Graf von Rietberg
- Heinrich († 1150), Prinz und Mitkönig des Heiligen Römischen Reiches
- Heinrich († 1174), Bischof von Gurk
- Heinrich, Graf von Ravensberg
- Heinrich († 1262), Bischof von Chiemsee, Angehöriger des Dominikanerordens
- Heinrich († 1290), Bischof von Havelberg (1271/1272 – 1290)
- Heinrich († 1303), Graf von Freiburg
- Heinrich († 1339), deutscher Benediktinerabt
- Heinrich († 1368), Graf von Nassau-Hadamar
- Heinrich († 886), fränkischer Graf der Babenberger, ältester Sohn des Grafen Poppo I.
- Heinrich († 1192), Graf von Gardelegen und Askanier
- Heinrich, Stammvater des Hauses Hohenlohe
- Heinrich († 1216), zweiter Kaiser des Lateinischen Kaiserreichs von Konstantinopel
- Heinrich († 1228), Markgraf von Istrien-Krain sowie Graf von Stein
- Heinrich († 1282), Graf von Pfannberg, Landeshauptmann von Steiermark, Oberster Landrichter der Steiermark
- Heinrich (1300–1318), Markgraf von Hachberg-Sausenberg
- Heinrich (1327–1365), Herr von Joinville und Graf von Vaudémont
- Heinrich († 1382), Herzog von Oppeln und Falkenberg
- Heinrich († 1375), Herzog von Schleswig oder auch Sønderjylland
- Heinrich († 1466), Herzog zu Mecklenburg-Stargard
- Heinrich (1473–1541), Herzog von Sachsen sowie Sagan und Markgraf von MeißenHeinrich (1473–1541)

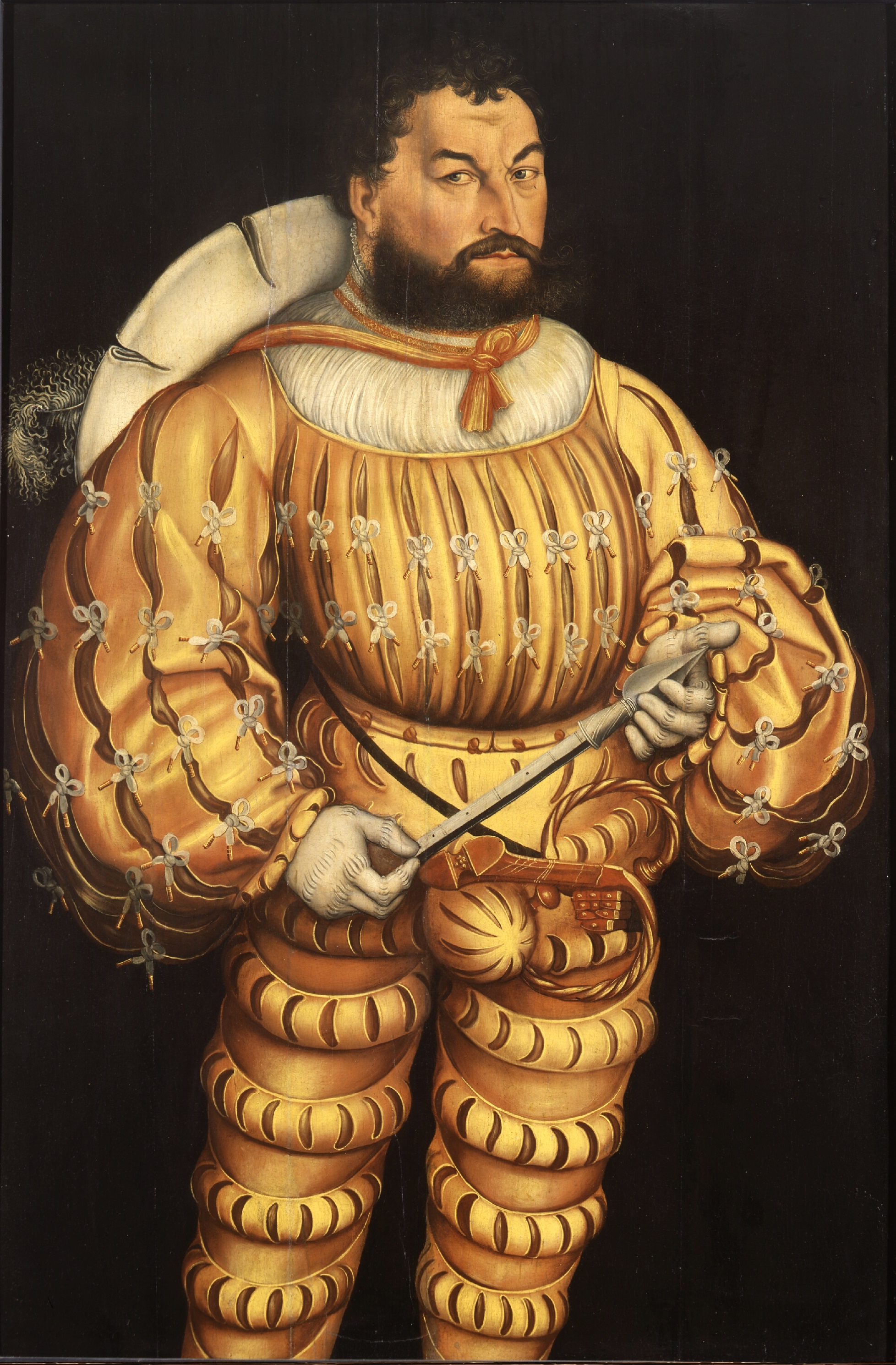
Heinrich (1473–1541)

- Heinrich (1533–1598), Fürst von Lüneburg
- Heinrich (1611–1652), Graf zu Nassau-Siegen
- Heinrich (1638–1693), Graf von Solms-Braunfels, niederländischer und englischer Offizier
- Heinrich (1641–1701), Fürst zu Nassau-Dillenburg
- Heinrich (1650–1710), einziger Regent von Sachsen-Gotha-Römhild
- Heinrich (1657–1728), Herzog von Sachsen-Weißenfels-Barby (1680–1728)
- Heinrich (1661–1738), Herzog zu Sachsen-Merseburg-Spremberg, Herzog von Sachsen-Merseburg
- Heinrich (1778–1847), Herzog von Anhalt-Köthen

###### Heinrich (
- Heinrich (V.) der Ältere von Braunschweig († 1227), Pfalzgraf bei Rhein (1195–1212/1213)
- Heinrich (VI.) der Jüngere von Braunschweig († 1214), Pfalzgraf bei Rhein
- Heinrich (VII.) (* 1211), römisch-deutscher König, König von Neapel und Sizilien, Mitkönig Kaiser Friedrichs II.Heinrich (VII.) (* 1211)

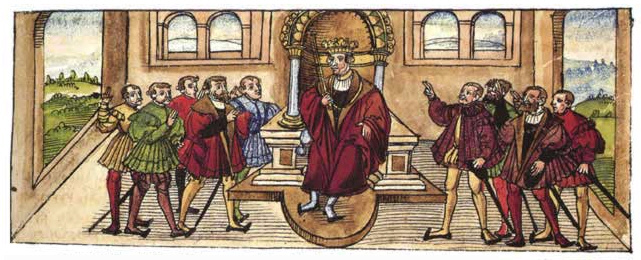
Heinrich (VII.) (* 1211)

###### Heinrich A
- Heinrich August (1715–1796), Reichs-General-Feldmarschall

###### Heinrich B
- Heinrich Bock († 1443), Weihbischof in Speyer, Karmelit
- Heinrich Boner, Spitalmeister im Kreuzherrenkloster zu Memmingen
- Heinrich Borwin I. († 1227), Fürst zu Mecklenburg
- Heinrich Borwin II. († 1226), Fürst von Mecklenburg
- Heinrich Borwin III., deutscher Adliger und Herr zu Rostock
- Heinrich Borwin zu Mecklenburg (1885–1942), Angehöriger des großherzoglichen Haus Mecklenburg und mecklenburgischer Offizier
- Heinrich Břetislav III. († 1197), Bischof von Prag (1182–1197); Herzog von Böhmen (1193–1197)

###### Heinrich C
- Heinrich Casimir I. (1612–1640), Graf von Nassau-Dietz, Statthalter von Friesland, Groningen und Drenthe
- Heinrich Casimir II. (1657–1696), Fürst von Nassau-Dietz

###### Heinrich D
- Heinrich der Ältere (1158–1223), Herzog von Mödling
- Heinrich der Ältere von Plauen (1370–1429), Hochmeister des Deutschen Ordens
- Heinrich der Fette, Markgraf von Friesland
- Heinrich der Fromme vom Gleißberg, erster Vogt des Vogtlandes
- Heinrich der Glîchezære, Verfasser des einzigen mittelhochdeutschen Tierepos
- Heinrich der Grausame von Österreich (* 1208), Herzog von Österreich und der Steiermark
- Heinrich der Große († 1002), Graf von Nevers und (ab 965) Herzog von Burgund
- Heinrich der Jüngere (1155–1183), Sohn des Königs von EnglandHeinrich der Jüngere (1155–1183)

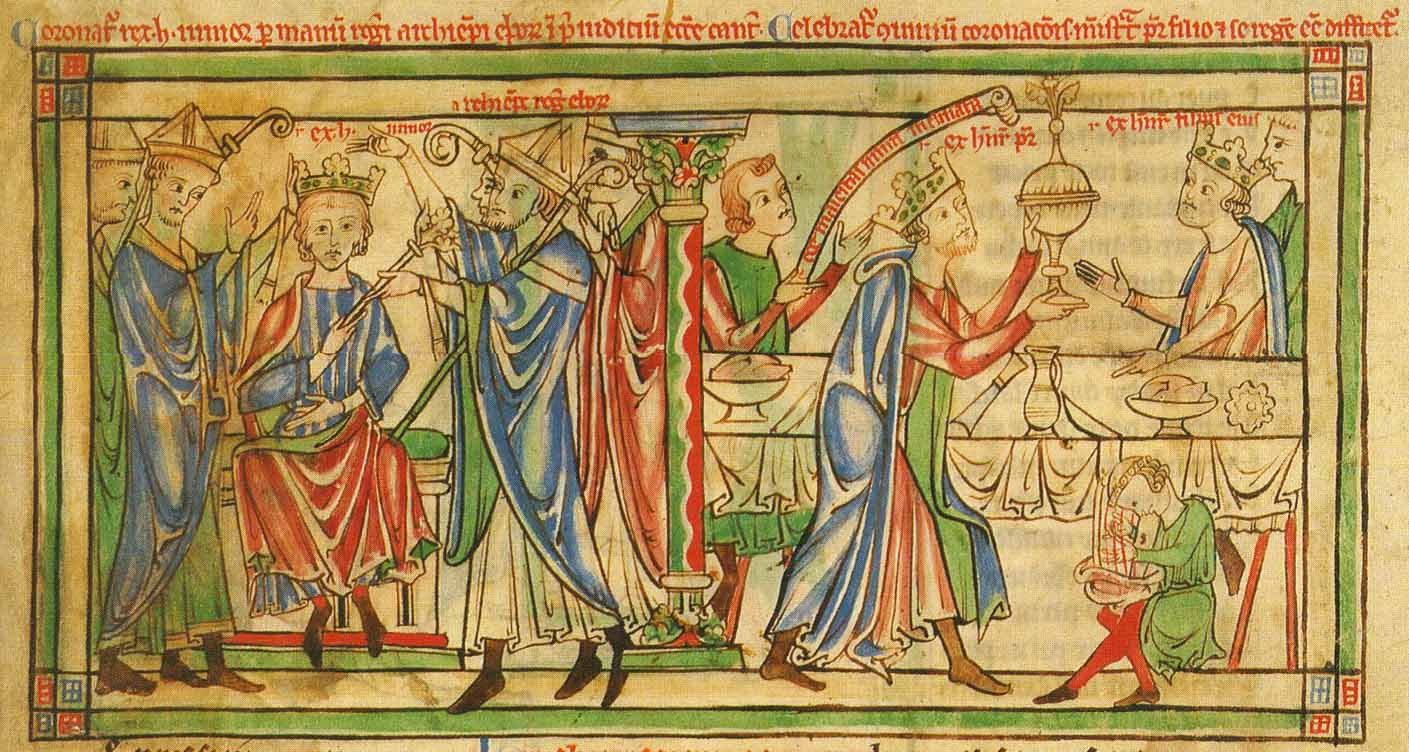
Heinrich der Jüngere (1155–1183)

- Heinrich der Jüngere (1265–1298), Landgraf in Hessen
- Heinrich der Jüngere (1452–1492), böhmischer Adliger, Reichsfürst, Herzog von Münsterberg und Troppau sowie Graf von Glatz
- Heinrich der Jüngere von Plauen, Ritter des Deutschen Ordens
- Heinrich der Lengfelder von Rosenberg, Ritter
- Heinrich der Löwe († 1195), Herzog von Sachsen (1142–1180); Herzog von Bayern (1156–1180)Heinrich der Löwe († 1195)

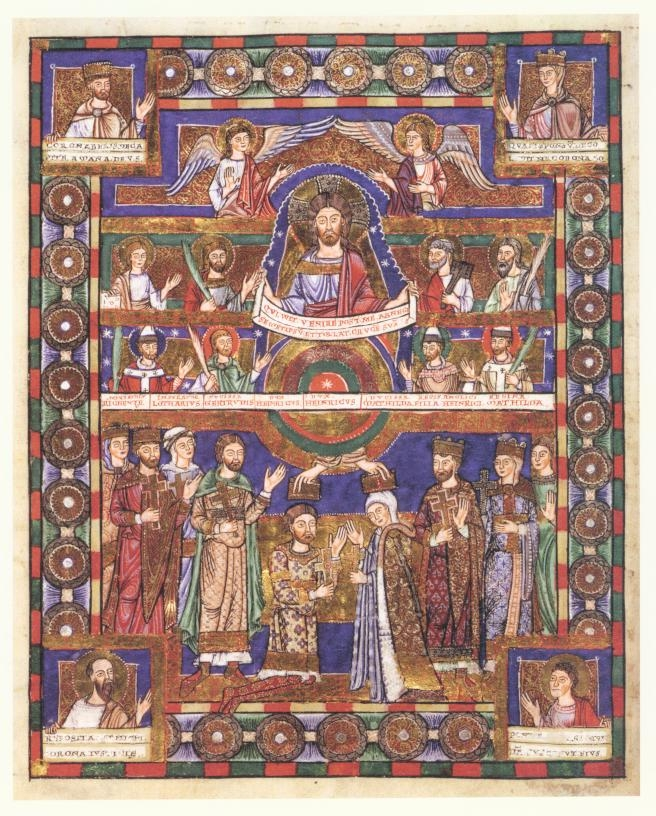
Heinrich der Löwe († 1195)

- Heinrich der Sanftmütige (1299–1327), Bruder des Gegenkönigs Friedrich aus dem Haus Habsburg
- Heinrich der Seefahrer (1394–1460), Prinz von Portugal aus dem Haus Avis
- Heinrich der Stolze († 1139), Herzog von Bayern und Sachsen, Markgraf von Tuszien
- Heinrich der Teichner, mittelhochdeutscher Spruchdichter
- Heinrich der Vogler, Tiroler Dichter

###### Heinrich F
- Heinrich Ferdinand von Österreich-Toskana (1878–1969), österreichischer Erzherzog und Offizier
- Heinrich Friedrich (1625–1699), Graf zu Hohenlohe-Langenburg
- Heinrich Friedrich von der Pfalz (1614–1629), Prinz der pfälzischen Nebenlinie Pfalz-Simmern des Hauses Wittelsbach

###### Heinrich H
- Heinrich Haupt, Burggraf von Meißen
- Heinrich Hetzbold von Weißensee, thüringischer Minnesänger

###### Heinrich I
- Heinrich I., Abt im Kloster St. Blasien
- Heinrich I., Burggraf von Dohna
- Heinrich I. († 964), Erzbischof von Trier (956–964)
- Heinrich I. († 982), Bischof von Augsburg
- Heinrich I. († 1018), Markgraf der bayerischen OstmarkHeinrich I. († 1018)

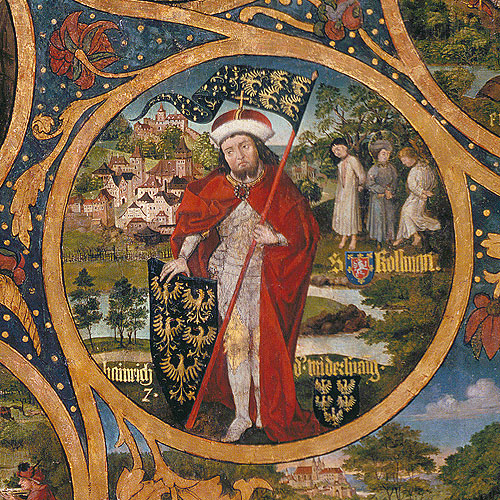
Heinrich I. († 1018)

- Heinrich I. († 1018), Bischof von Würzburg
- Heinrich I., Abt des Klosters Einsiedeln
- Heinrich I. († 1107), Bischof von Paderborn und Erzbischof von Magdeburg
- Heinrich I. († 1140), Graf von Eu
- Heinrich I. († 1167), Graf von Nassau
- Heinrich I. († 1182), Bischof von Lübeck
- Heinrich I. († 1222), Graf von Rodez, Vizegraf von Carlat
- Heinrich I. († 1228), erster Graf der Grafschaft Zweibrücken
- Heinrich I. († 1235), regierender Graf von Hoya (1202–1235)
- Heinrich I. († 1241), Graf von Ortenburg und Murach
- Heinrich I. († 1243), Bischof von Seckau
- Heinrich I. († 1252), Zisterzienserabt
- Heinrich I., Bischof von Ösel und der Wiek
- Heinrich I. († 1267), römisch-katholischer Fürstbischof von Utrecht
- Heinrich I. († 936), Herzog der Sachsen (912–936); König des Ostfrankenreichs (919–936)Heinrich I. († 936)

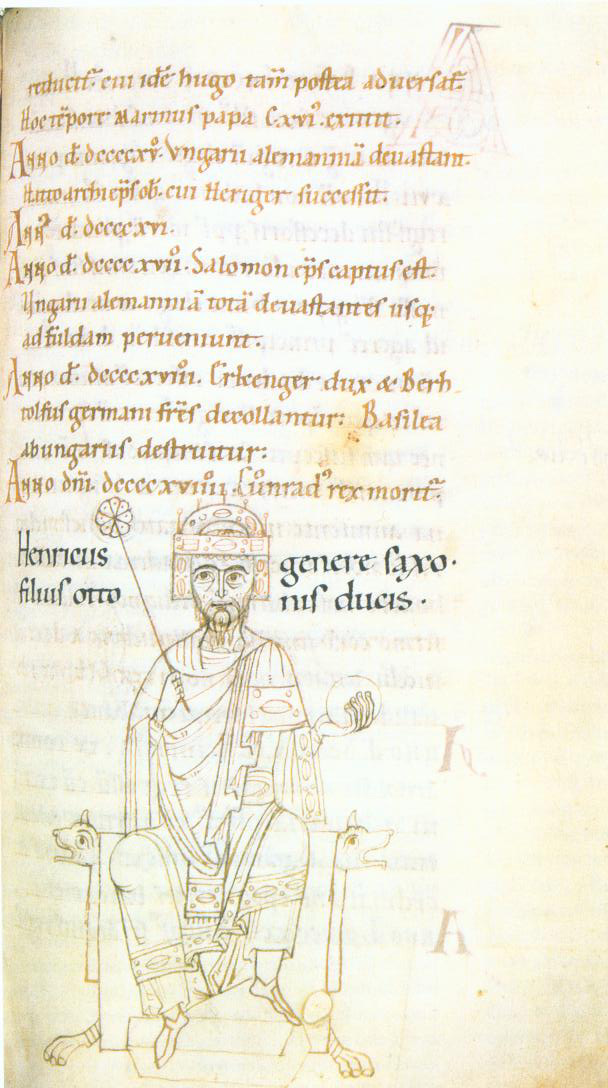
Heinrich I. († 936)

- Heinrich I. († 955), Herzog von Bayern
- Heinrich I. (1008–1060), König von Frankreich
- Heinrich I. († 1135), König von England (1100–1135)
- Heinrich I., Graf auf Eilenburg, Markgraf der Lausitz und von Meißen
- Heinrich I., Herzog von Niederlothringen und Graf von Limburg
- Heinrich I. († 1167), Graf von Wildeshausen-Bruchhausen
- Heinrich I. († 1156), Graf von Tecklenburg
- Heinrich I. († 1182), Graf von Geldern und Zutphen
- Heinrich I. (1118–1196), Gegenerzbischof von Salzburg
- Heinrich I. (1126–1181), Graf von Champagne
- Heinrich I. († 1200), Graf von Arnsberg
- Heinrich I. († 1184), Graf von Schwarzburg
- Heinrich I., Graf von Görz
- Heinrich I., Herr von Isenburg (1167), Herr von Grenzau (1215–1227), Herr von Limburg und Cleeberg (1220–1227)
- Heinrich I. († 1228), Graf von Schwerin
- Heinrich I. (1158–1190), Graf von Bar
- Heinrich I. († 1235), Graf von Brüssel, Herzog von Brabant, Graf von Löwen, Markgraf von Antwerpen, Herzog von NiederlothringenHeinrich I. († 1235)

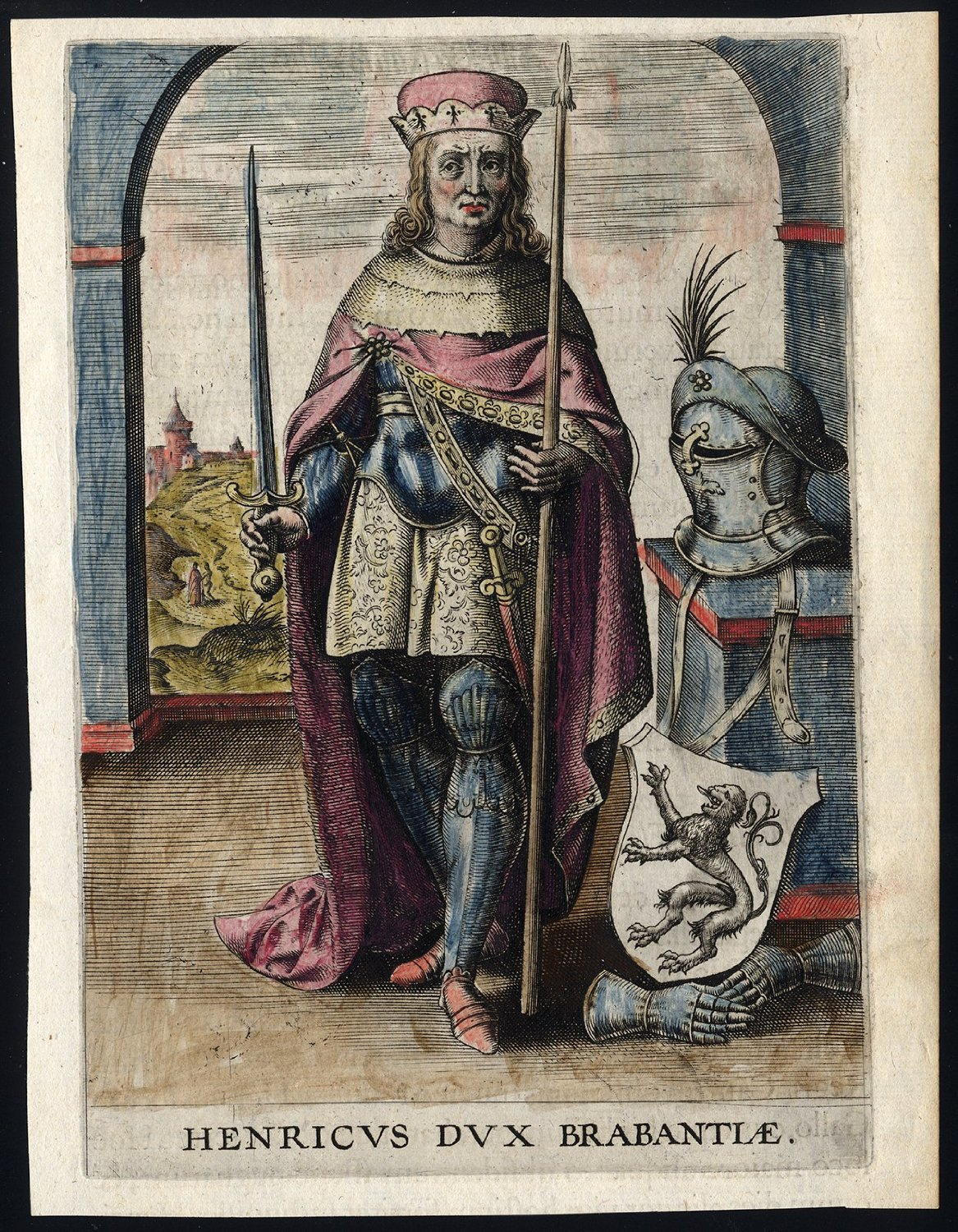
Heinrich I. († 1235)

- Heinrich I. († 1238), Herzog von Schlesien; Herzog von Polen; Princeps von Polen
- Heinrich I. († 1252), Fürst von Anhalt
- Heinrich I., Regent der Grafschaften Regenstein und Blankenburg
- Heinrich I., Sohn des Grafen Volkwin II. von Schwalenberg
- Heinrich I. († 1231), Markgraf von Baden
- Heinrich I. (1204–1217), König von Kastilien (1214–1217)
- Heinrich I. (1210–1252), Graf von Vianden und Namur
- Heinrich I. († 1284), erster Graf von Fürstenberg
- Heinrich I. (1217–1254), König von Zypern
- Heinrich I. († 1259), regierender Graf von Heinsberg
- Heinrich I., vierter Abt der Abtei Marienstatt
- Heinrich I. († 1302), Fürst von Mecklenburg
- Heinrich I. (1232–1278), Graf von Vaudémont
- Heinrich I., Vogt von Plauen
- Heinrich I. († 1289), Graf von Sponheim
- Heinrich I. (1244–1308), erster Landgraf von Hessen und Begründer des hessischen Fürstenhauses
- Heinrich I. († 1291), Herr zu Werle-Güstrow
- Heinrich I. († 1274), König von Navarra, Graf von Champagne und von Brie
- Heinrich I. (1256–1318), Markgraf von Brandenburg
- Heinrich I. (1267–1322), Fürst des Fürstentums Grubenhagen
- Heinrich I. († 1346), Herzog von Schweidnitz
- Heinrich I. (* 1323), erster Graf von Nassau-Beilstein
- Heinrich I. († 1416), Fürst von Braunschweig-Wolfenbüttel und Fürst von Lüneburg
- Heinrich I. (1448–1498), Graf von Glatz, Herzog von Münsterberg, Oels und Steinau sowie Troppau; Besitzer der Herrschaften Hummel und Náchod
- Heinrich I. (1463–1514), Herzog von Braunschweig
- Heinrich I. (1468–1532), Fürst von Lüneburg
- Heinrich I. (1512–1580), König von PortugalHeinrich I. (1512–1580)

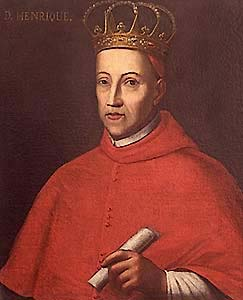
Heinrich I. (1512–1580)

- Heinrich I. Embriaco, Herr von Gibelet
- Heinrich I. Holstein-Rendsburg (1258–1304), Erster Graf von Holstein-Rendsburg
- Heinrich I. Rulb, Abt des Klosters Waldsassen
- Heinrich I. von Admont († 1112), salzburgischer römisch-katholischer Geistlicher
- Heinrich I. von Barmstede, holsteinischer Adliger, Stammvater der Adelsfamilie von Barmstede
- Heinrich I. von Bilversheim († 1257), Bischof von Bamberg, Administrator von Chiemsee
- Heinrich I. von Bingarten († 1155), Abt von Hersfeld, Abt von Fulda
- Heinrich I. von Bülow († 1347), Domherr zu Schwerin, Kanonikus in Bützow, Thesaurar im Schweriner Domkapitel, Pfarrer zu Stralsund und Bischof von Schwerin
- Heinrich I. von Burgau, Markgraf von Burgau
- Heinrich I. von Freising († 1137), Bischof von Freising
- Heinrich I. von Grünberg († 1335), Bischof von Naumburg
- Heinrich I. von Hartenstein († 1423), Burggraf von Meißen
- Heinrich I. von Hasenburg († 1190), Bischof von Straßburg
- Heinrich I. von Heisterbach († 1242), Abt des Klosters Heisterbach
- Heinrich I. von Köln († 1238), Erzbischof des Erzbistums Köln
- Heinrich I. von Lausanne († 1018), Bischof von Lausanne
- Heinrich I. von Lebus, Bischof von Lebus
- Heinrich I. von Liechtenstein (1216–1265), Ministerialer; Landeshauptmann der Steiermark
- Heinrich I. von Lothringen († 1060), Pfalzgraf von Lothringen
- Heinrich I. von Mainz († 1153), Erzbischof von Mainz
- Heinrich I. von Meißen († 1240), Bischof von Meißen
- Heinrich I. von Minden († 1156), Bischof von Minden
- Heinrich I. von Montfort († 1272), Bischof von Chur
- Heinrich I. von Neuhaus, böhmischer Adliger im Gefolge der Könige Ottokar I. Přemysl und Wenzel I. (Böhmen)
- Heinrich I. von Ostheeren, Bischof von Brandenburg
- Heinrich I. von Plauen († 1446), Herr von Plauen, königlicher Hofrichter und Markgraf von Meißen
- Heinrich I. von Praunheim, Schultheiß von Frankfurt am Main
- Heinrich I. von Rosenberg († 1310), böhmischer Adeliger aus dem Geschlecht der Rosenberger, Oberstkämmerer
- Heinrich I. von Rusteberg († 1257), Bischof von Hildesheim (1246–1257)
- Heinrich I. von Sax, Freiherr und Graf
- Heinrich I. von Scharfenberg († 1072), Bischof von Speyer
- Heinrich I. von Schwalenberg, Graf von Burg Sternberg
- Heinrich I. von Sponheim-Bolanden, Graf aus dem Haus Sponheim
- Heinrich I. von Wildenburg, Wahlabt von Werden und Helmstedt
- Heinrich I. von Wolfratshausen († 1155), Bischof von Regensburg
- Heinrich I. von Zipplingen († 1228), Fürstbischof von Eichstätt
- Heinrich I. von Zutphen, Graf von Zutphen

###### Heinrich Ii
- Heinrich II., Mitregent der Grafschaft Arnsberg und Graf von Rietberg
- Heinrich II., Stiftspropst von Berchtesgaden
- Heinrich II. († 1016), Graf von Harsefeld
- Heinrich II. († 1063), Bischof zu Augsburg
- Heinrich II. († 1197), Graf von Wildeshausen-Bruchhausen
- Heinrich II. († 1257), Graf von Ortenburg
- Heinrich II. († 1284), Graf der Grafschaft Zweibrücken
- Heinrich II. († 1290), regierender Graf von Hoya (1235–1290)
- Heinrich II. († 1294), Abt im Kloster St. Blasien
- Heinrich II. († 1297), Bischof von Seckau
- Heinrich II. († 1303), Herr von Ligny
- Heinrich II. († 1349), Zisterzienserabt
- Heinrich II. († 1420), Herzog von Münsterberg
- Heinrich II. († 1426), Burggraf von Meißen
- Heinrich II. (951–995), Herzog von Bayern
- Heinrich II. († 1024), ostfränkischer König und römisch-deutscher KaiserHeinrich II. († 1024)

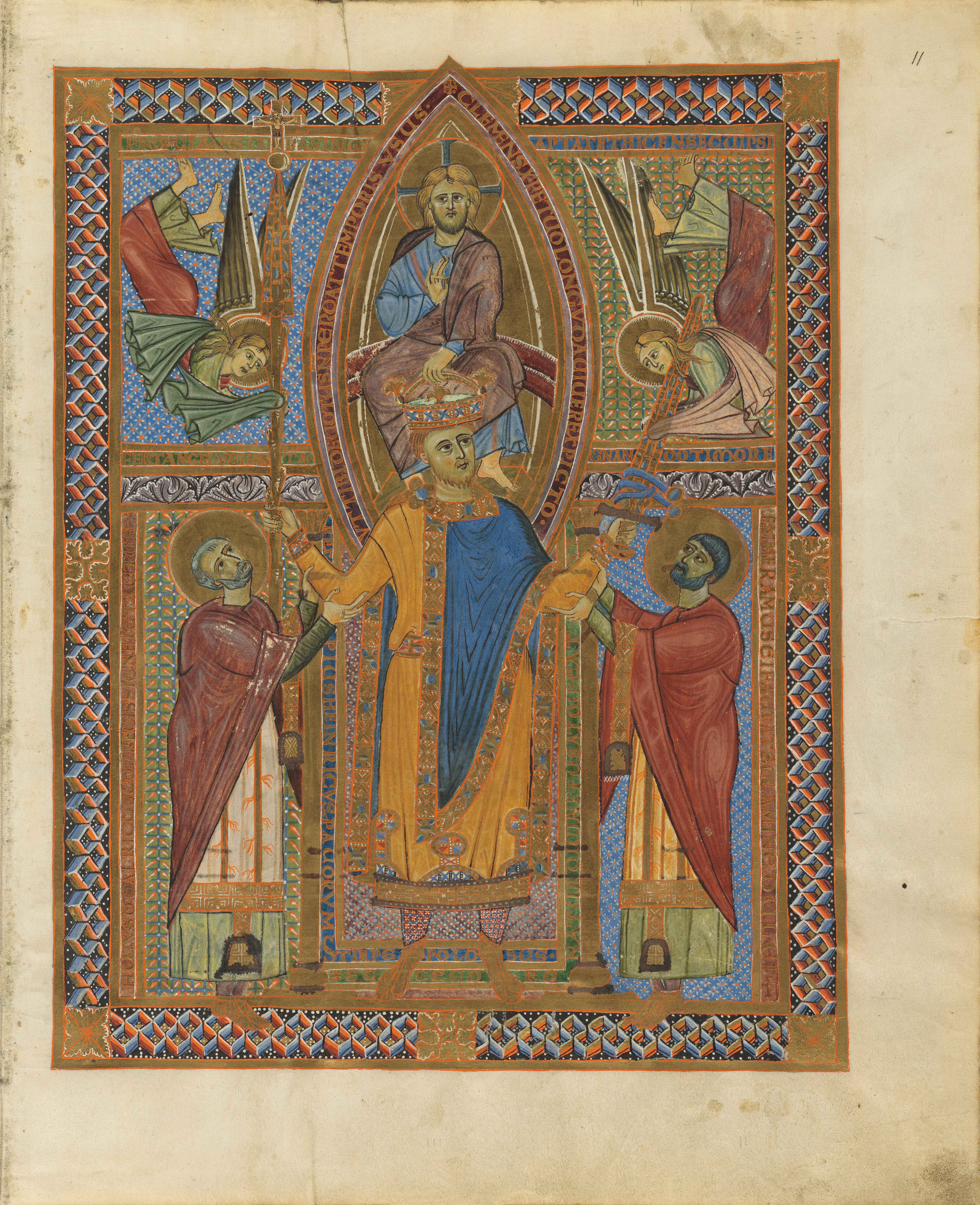
Heinrich II. († 1024)

- Heinrich II. († 1078), Graf von Löwen und Brüssel
- Heinrich II. († 1127), Bischof von Paderborn
- Heinrich II. († 1128), Graf von Stade und Markgraf der Nordmark
- Heinrich II. (1103–1123), Graf von Eilendorf, Markgraf von Meißen und der Lausitz
- Heinrich II. (1107–1177), Pfalzgraf bei Rhein, Markgraf von Österreich, Herzog von Bayern und Herzog von Österreich
- Heinrich II. († 1167), Herzog von Limburg
- Heinrich II. (1133–1189), König von EnglandHeinrich II. (1133–1189)

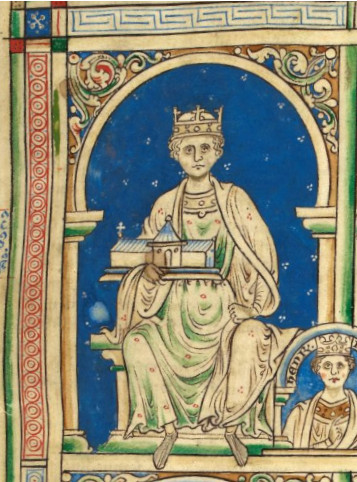
Heinrich II. (1133–1189)

- Heinrich II. († 1236), Graf von Schwarzburg-Blankenburg (ab 1197)
- Heinrich II. (1166–1197), Graf von Champagne und König von Jerusalem
- Heinrich II., Bischof von Chur
- Heinrich II., Herr von Isenburg (1202), Herr von Grenzau (1215–1227), Herr von Limburg und Cleeberg (1220–1227)
- Heinrich II., Graf von Nassau
- Heinrich II. (1190–1239), Graf von Bar
- Heinrich II. († 1241), Herzog von Schlesien, Herzog von Polen, Princeps von Polen
- Heinrich II. (1207–1248), Herzog von Brabant und Niederlothringen
- Heinrich II. (* 1215), deutscher Landesfürst aus dem Geschlecht der Askanier
- Heinrich II. († 1229), Markgraf von Namur
- Heinrich II., Markgraf von Baden-Hachberg (1231–1289)
- Heinrich II. († 1299), Graf von Vaudémont und Ariano
- Heinrich II., Herr zu Werle, Herr zu Penzlin
- Heinrich II. († 1329), Fürst zu Mecklenburg
- Heinrich II. (1271–1324), König von Jerusalem und König von Zypern
- Heinrich II. († 1302), deutscher Adliger
- Heinrich II. († 1323), Graf von Görz
- Heinrich II. († 1337), dritter Graf von Fürstenberg
- Heinrich II. († 1351), Fürst von Grubenhagen
- Heinrich II. († 1323), Graf von Sponheim
- Heinrich II. († 1376), Landgraf von Hessen
- Heinrich II. († 1320), Markgraf der Mark Brandenburg
- Heinrich II. († 1343), Herzog von Schweidnitz und Jauer
- Heinrich II., Herzog von Schleswig und Graf von Holstein-Rendsburg
- Heinrich II. (1334–1379), König von Kastilien und León (1369–1379)
- Heinrich II. (1360–1396), Herr von Orbe, Echallens, Oron, Palézieux und Montagny-le-Corbe
- Heinrich II. (* 1374), zweiter Graf von Nassau-Beilstein
- Heinrich II. (1411–1473), Fürst von Lüneburg und Fürst von Braunschweig-Wolfenbüttel
- Heinrich II. (1489–1568), Herzog zu Braunschweig-Lüneburg, Fürst von Braunschweig-WolfenbüttelHeinrich II. (1489–1568)

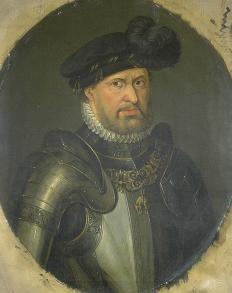
Heinrich II. (1489–1568)

- Heinrich II. (1503–1555), Titularkönig von Navarra
- Heinrich II. (1507–1548), Herzog von Münsterberg, Herzog von Oels und Graf von Glatz
- Heinrich II. (1519–1559), König von FrankreichHeinrich II. (1519–1559)

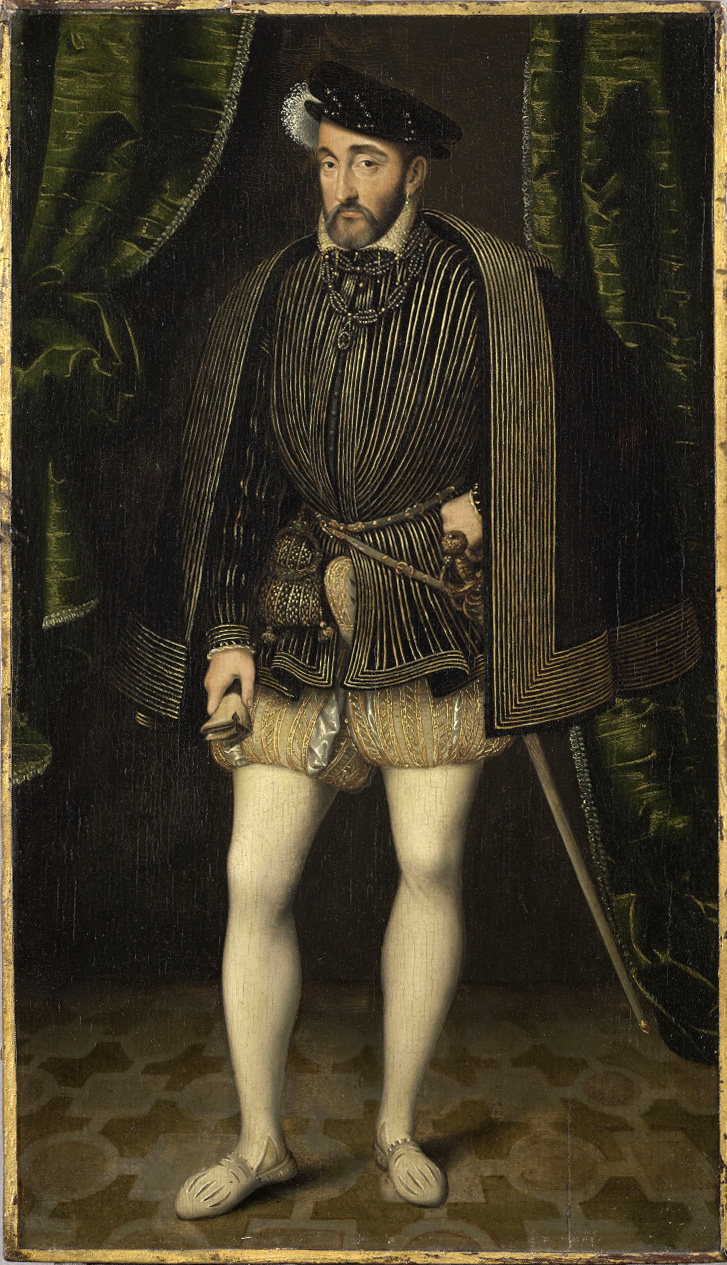
Heinrich II. (1519–1559)

- Heinrich II. (1563–1624), Markgraf von Pont-à-Mousson, Herzog von Lothringen und Bar
- Heinrich II. (1572–1635), Herr zu Gera; Herr zu Lobenstein; Herr zu Ober-Kranichfeld
- Heinrich II. Bochholt († 1341), Bischof von Lübeck
- Heinrich II. Reuß († 1350), Vogt und Herr von Plauen (jüngere Linie) (1303–1306) und Herr zu Greiz (1306–1350)
- Heinrich II. von Admont († 1297), salzburgischer römisch-katholischer Geistlicher
- Heinrich II. von Barmstede, holsteinischer Adliger
- Heinrich II. von Borsselen († 1474), niederländisch-französischer Adliger
- Heinrich II. von Burgau († 1293), Markgraf von Burgau
- Heinrich II. von Dischingen, Fürstbischof von Eichstätt
- Heinrich II. von Finstingen († 1286), Erzbischof von Trier
- Heinrich II. von Gevore, Edelherr von Gevore
- Heinrich II. von Güttingen († 1299), Abt des Klosters Einsiedeln
- Heinrich II. von Heiligenkreuz († 1284), Zisterziensermönch und Abt dreier Klöster
- Heinrich II. von Klingenberg († 1306), Bischof von Konstanz
- Heinrich II. von Laach († 1095), Pfalzgraf bei Rhein
- Heinrich II. von Lüttich († 1164), Bischof von Lüttich
- Heinrich II. von Minden, deutscher römisch-katholischer Bischof
- Heinrich II. von Moers († 1450), Bischof von Münster; Administrator von Osnabrück
- Heinrich II. von Nauen, Bischof von Schwerin
- Heinrich II. von Neuhaus († 1363), böhmischer Adliger, Schiedsrichter des altböhmischen Kreises Pilsen
- Heinrich II. von Plauen, Burggraf von Meißen und Herr von Plauen und Hartenstein
- Heinrich II. von Praunheim († 1256), Ritter
- Heinrich II. von Rosenberg († 1346), böhmischer Adliger
- Heinrich II. von Rotteneck († 1296), Bischof von Regensburg
- Heinrich II. von Saarbrücken († 1234), Bischof von Worms
- Heinrich II. von Sax, Schweizer Freiherr und Graf
- Heinrich II. von Sonneberg († 1288), Klostergründer
- Heinrich II. von Sponheim-Bolanden († 1393), Graf aus dem Haus Sponheim, Klosterstifter, Begründer der Stadt Kirchheimbolanden
- Heinrich II. von Stammer († 1481), Bischof von Naumburg
- Heinrich II. von Stühlingen († 1165), Bischof von Würzburg (1159–1165)
- Heinrich II. von Verden († 1441), Fürstbischof von Verden
- Heinrich II. von Veringen († 1223), Bischof von Straßburg (1202–1223)
- Heinrich II. von Waldeck, Dompropst von Paderborn
- Heinrich II. von Woldenberg († 1318), Bischof von Hildesheim (1310–1318)
- Heinrich III. († 1257), Stiftspropst von Berchtesgaden
- Heinrich III. († 1302), Graf von Bar
- Heinrich III. († 1307), Fürst von Anhalt-Aschersleben und Erzbischof von Magdeburg
- Heinrich III. († 1314), Abt im Kloster St. Blasien
- Heinrich III. († 1330), Markgraf von Baden-Hachberg (1290–1330)
- Heinrich III. († 1345), Stammhalter der Grafen von Ortenburg, Graf von Ortenburg
- Heinrich III. († 1356), Bischof von Lavant
- Heinrich III. († 1364), katholischer Priester, Benediktiner und Abt des Klosters Murrhardt
- Heinrich III. († 1397), Graf von Saarwerden
- Heinrich III. (940–989), Herzog von Kärnten und Bayern
- Heinrich III. († 1056), deutscher König und Kaiser des heiligen römischen Reiches
- Heinrich III. († 1122), Herzog von Kärnten
- Heinrich III. († 1095), Graf von Löwen-Brüssel und Landgraf von Brabant
- Heinrich III. (1070–1096), Graf von Luxemburg (1086–1096)
- Heinrich III. († 1221), Herzog von Limburg
- Heinrich III. († 1247), Inhaber mehrerer Grafschaften und Vogt rheinischer Stifte
- Heinrich III. (1207–1272), englischer König, Lord of Ireland und Herzog von AquitanienHeinrich III. (1207–1272)

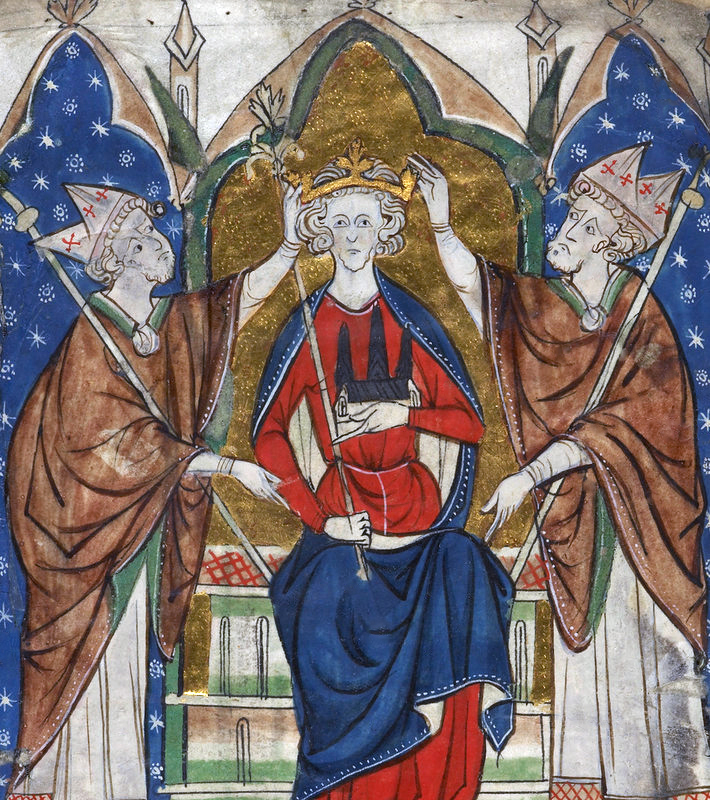
Heinrich III. (1207–1272)

- Heinrich III. († 1288), Markgraf von Meißen aus dem Hause der Wettiner
- Heinrich III. († 1247), Graf von Tecklenburg
- Heinrich III. († 1266), Herzog von Schlesien-Breslau
- Heinrich III. († 1261), Herzog von Brabant
- Heinrich III. († 1309), Herzog von Glogau, Steinau, Sprottau, Sagan und Großpolen
- Heinrich III. († 1343), Graf von Nassau-Siegen
- Heinrich III., Vogt von Plauen
- Heinrich III., Graf von Schwerin
- Heinrich III. († 1348), Graf von Vaudémont
- Heinrich III. († 1367), vierter Graf von Fürstenberg
- Heinrich III. († 1383), Herzog zu Mecklenburg (1379–1383)
- Heinrich III. (1379–1406), Herrscher von Kastilien und León
- Heinrich III. (1416–1464), Herzog von Braunschweig-Grubenhagen
- Heinrich III. († 1477), Dompropst in Mainz und Münster, Graf von Nassau-Beilstein
- Heinrich III. (1440–1483), Landgraf von Hessen-Marburg
- Heinrich III. (1483–1538), Graf von Nassau, Herr von Breda
- Heinrich III. (1542–1587), Herzog von Münsterberg, Oels und Bernstadt sowie Graf von Glatz
- Heinrich III. (1551–1589), König von Frankreich und PolenHeinrich III. (1551–1589)

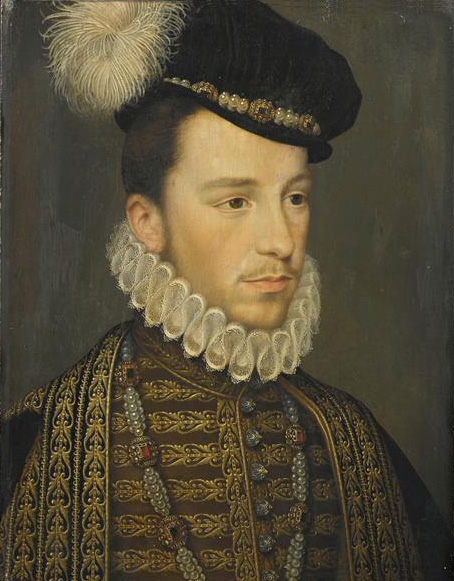
Heinrich III. (1551–1589)

- Heinrich III. Groß von Trockau († 1501), römisch-katholischer Bischof
- Heinrich III. von Barmstede, holsteinischer Adliger
- Heinrich III. von Braunschweig-Lüneburg († 1363), Bischof von Hildesheim
- Heinrich III. von Burgau, letzte Markgraf der Markgrafschaft Burgau aus dem Hause Berg-Burgau
- Heinrich III. von Daun († 1319), Bischof von Worms
- Heinrich III. von der Neersen, Ritter und Erbvogt von der Neersen
- Heinrich III. von Geldern († 1285), Bischof von Lüttich
- Heinrich III. von Kuenring, österreichischer Ministerialadeliger, Sohn von Hadmar II.
- Heinrich III. von Metz († 1336), Zisterzienserabt, kaiserlicher Kanzler, Fürstbischof von Trient
- Heinrich III. von Neuhaus († 1398), böhmischer Adeliger und höchster Burggraf von Böhmen
- Heinrich III. von Oldenburg-Wildeshausen († 1234), Graf von Bruchhausen
- Heinrich III. von Plauen († 1519), Burggraf von Meißen, Hauptmann böhmischer Lehen und Landvogt der Niederlausitz
- Heinrich III. von Praunheim († 1309), Schultheiß von Frankfurt am Main
- Heinrich III. von Ravensburg († 1237), Fürstbischof von Eichstätt
- Heinrich III. von Rosenberg (1361–1412), böhmischer Adliger, Oberster Burggraf
- Heinrich III. von Schauenburg († 1508), Bischof von Minden
- Heinrich III. von Schauenburg-Holstein († 1421), Graf von Holstein, Bischof von Osnabrück
- Heinrich III. von Schönegg († 1368), Bischof von Augsburg
- Heinrich III. von Stahleck († 1260), deutscher römisch-katholischer Bischof von Straßburg (1244–1260)
- Heinrich III. von Stein († 1346), Gegenbischof, Fürstbischof in Regensburg
- Heinrich III. von Volmestein, Adliger
- Heinrich III. von Waldeck († 1267), Mitregent von Waldeck
- Heinrich III. von Wangelin († 1429), Bischof von Schwerin und erster Kanzler der Universität Rostock

###### Heinrich Iv
- Heinrich IV. († 1346), Graf von Vaudémont
- Heinrich IV. († 1348), Graf von Waldeck
- Heinrich IV. († 1351), Stiftspropst von Berchtesgaden
- Heinrich IV. († 1369), Markgraf von Baden-Hachberg (1330–1369)
- Heinrich IV. († 1395), Stammhalter der Grafen von Ortenburg, Graf von Ortenburg
- Heinrich IV. (1050–1106), König des Heiligen Römischen Reiches (seit 1056) und Kaiser (seit 1084)Heinrich IV. (1050–1106)

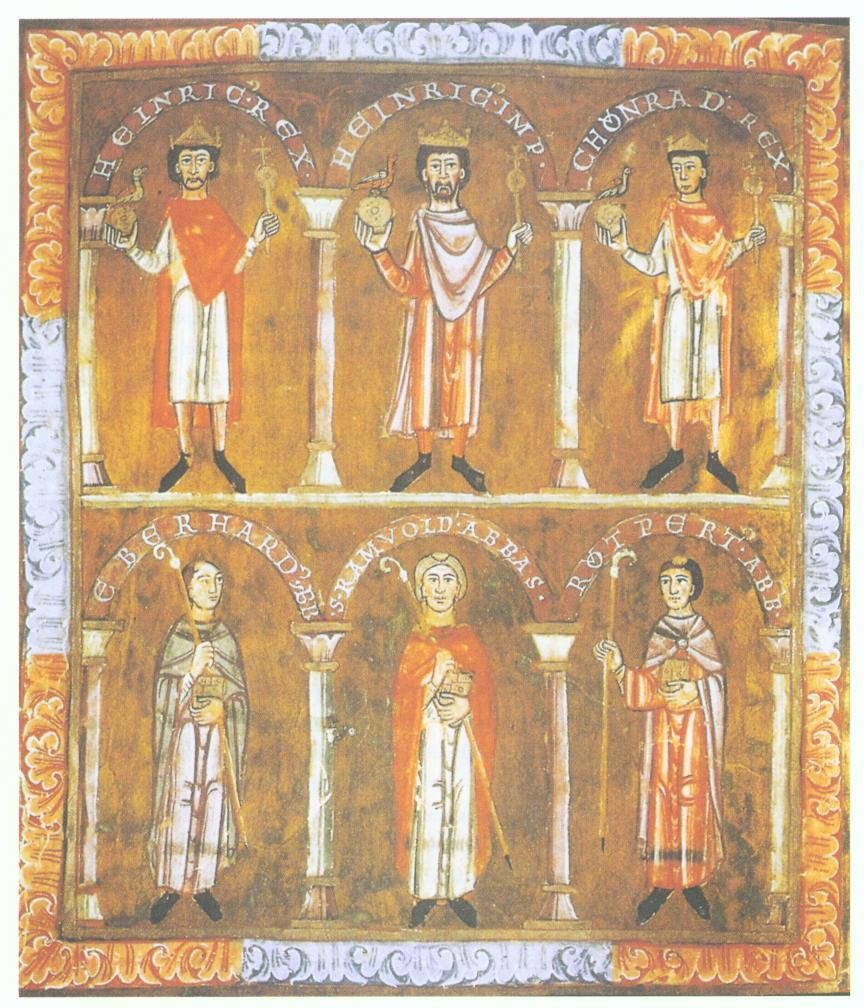
Heinrich IV. (1050–1106)

- Heinrich IV. († 1123), Herzog von Kärnten und Markgraf von Verona
- Heinrich IV. (1112–1196), Graf von Luxemburg, Namur, La Roche und Durbuy
- Heinrich IV. († 1246), Graf von Berg und Herzog von Limburg-Nieder-Lothringen
- Heinrich IV., Herzog von Brabant
- Heinrich IV. († 1290), Herzog von Schlesien, Herzog von Krakau; Princeps von Polen
- Heinrich IV. (1292–1342), Herzog von Glogau, Sagan und Steinau
- Heinrich IV. († 1344), Graf von Bar
- Heinrich IV. († 1413), König von England
- Heinrich IV. (1397–1427), Graf von Holstein und Herzog von Schleswig
- Heinrich IV. (1417–1477), Herzog zu Mecklenburg (1422–1477)
- Heinrich IV. (1425–1474), König von Kastilien und León
- Heinrich IV. († 1499), Graf von Nassau-Beilstein
- Heinrich IV. (1460–1526), Herzog von Braunschweig-Grubenhagen
- Heinrich IV. (1539–1606), letzter Graf von Sayn-Sayn
- Heinrich IV. (1553–1610), König von Frankreich und NavarraHeinrich IV. (1553–1610)

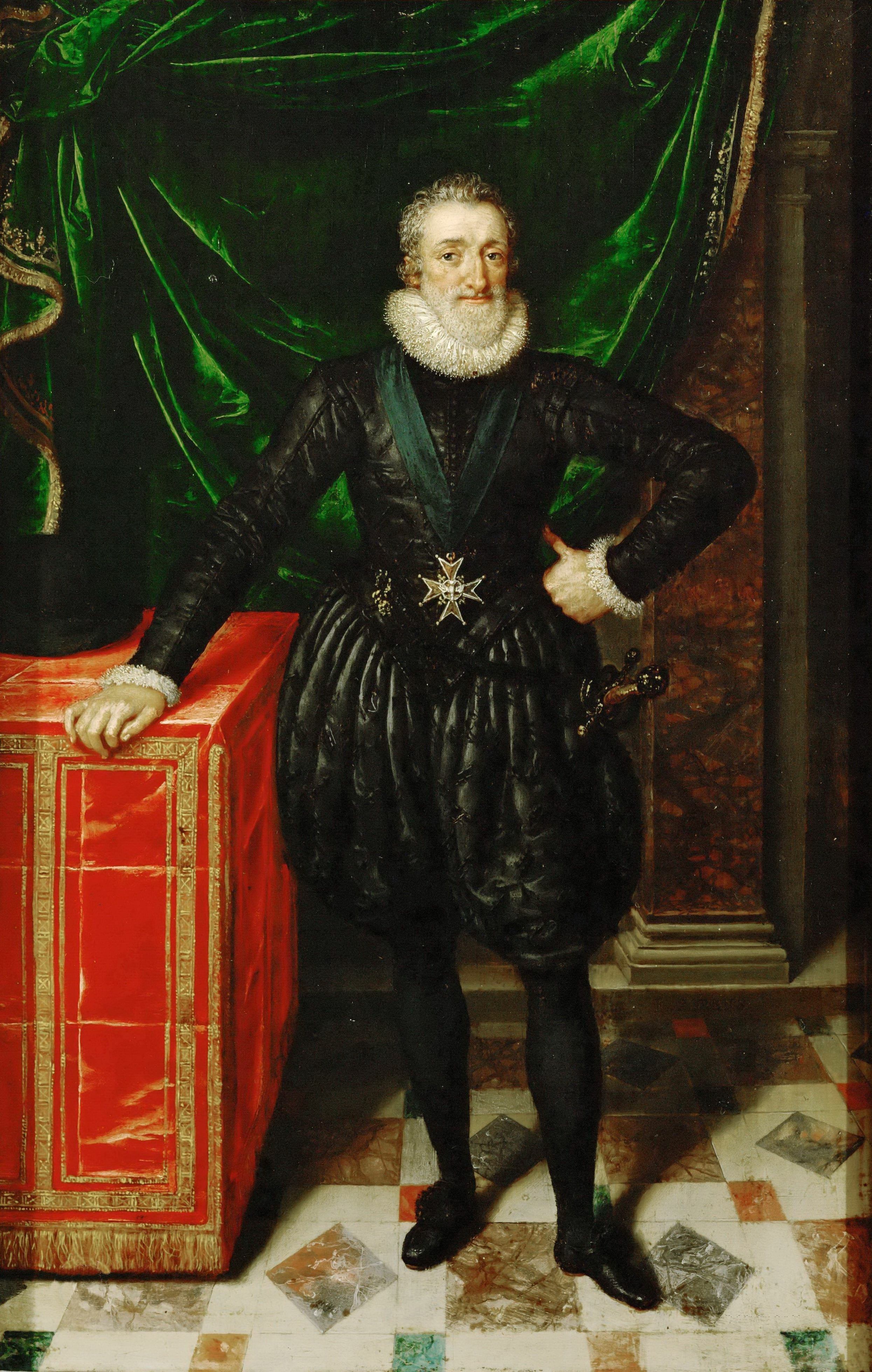
Heinrich IV. (1553–1610)

- Heinrich IV. (1821–1894), deutscher Adliger
- Heinrich IV. Heilsberg von Vogelsang († 1415), deutscher Fürstbischof
- Heinrich IV. von Barmstede, holsteinischer Adliger
- Heinrich IV. von der Neersen, Erbvogt von der Neersen
- Heinrich IV. von Erthal, Fürstabt des Klosters Fulda
- Heinrich IV. von Geroldseck († 1273), Bischof von Straßburg
- Heinrich IV. von Heßberg († 1207), Bischof von Würzburg
- Heinrich IV. von Kuenring-Weitra († 1293), österreichischer Ministerialadeliger, Sohn von Hadmar III.
- Heinrich IV. von Neuhaus (1442–1507), böhmischer Adliger; Höchster Kämmerer von Böhmen (1485–1503); Oberstburggraf von Prag (1503–1507)
- Heinrich IV. von Oldenburg-Wildeshausen, Graf von Wildeshausen
- Heinrich IV. von Plauen († 1554), Heerführer, Kanzler des Königreichs Böhmen und Burggraf von Meißen
- Heinrich IV. von Praunheim, Schultheiß von Frankfurt am Main
- Heinrich IV. von Rosenberg (1427–1457), Landeshauptmann der Erbfürstentümer Breslau und Schweidnitz-Jauer
- Heinrich IV. von Württemberg († 1259), Fürstbischof von Eichstätt (1247–1259)

###### Heinrich Ix
- Heinrich IX. (1075–1126), Herzog von BayernHeinrich IX. (1075–1126)

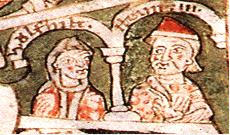
Heinrich IX. (1075–1126)

- Heinrich IX. (* 1369), Herzog von Liegnitz, Lüben, Ohlau und Haynau
- Heinrich IX. († 1467), Herzog von herzoglich Glogau, Freystadt und Crossen
- Heinrich IX. (1531–1577), Graf von Waldeck-Wildungen
- Heinrich IX. Reuß zu Köstritz (1711–1780), Graf Reuß zu Köstritz, preußischer Minister
- Heinrich IX. Reuß zu Köstritz (1827–1898), deutscher Verwaltungsbeamter und Offizier
- Heinrich IX. von Plauen, Herr zu Plauen und Königswart

###### Heinrich J
- Heinrich Julius (1564–1613), Fürst von Braunschweig-Wolfenbüttel

###### Heinrich K
- Heinrich Karl von Braunschweig-Wolfenbüttel (1609–1615), Bischof von Halberstadt

###### Heinrich L
- Heinrich LI. (1761–1822), Fürst Reuß zu Ebersdorf
- Heinrich LII. Reuß zu Köstritz (1763–1851), Graf Reuß zu Schleiz-Köstritz und bayerischer General der Infanterie
- Heinrich Ludwig (1768–1797), Fürst von Nassau-Saarbrücken
- Heinrich LXI. Reuß zu Köstritz (1784–1813), Erbprinz Reuß zu Köstritz
- Heinrich LXII. (1785–1854), Fürst von Reuß-Schleiz und Fürst von Reuß jüngere Linie
- Heinrich LXIV. (1787–1856), Fürst Reuß zu Köstritz
- Heinrich LXVII. (1789–1867), Fürst Reuß jüngerer Linie
- Heinrich LXXII. (1797–1853), Fürst Reuß zu Ebersdorf

###### Heinrich R
- Heinrich Raspe I. († 1130), Adliger aus dem Haus der Ludowinger
- Heinrich Raspe II., zweiter Sohn des Landgrafen Ludwig I. von Thüringen aus dem Geschlecht der Ludowinger und dessen Frau Hedwig von Gudensberg
- Heinrich Raspe III. († 1180), Graf von Gudensberg, Graf in Hessen, Vogt von Hersfeld
- Heinrich Raspe IV. (1204–1247), Landgraf von Thüringen, Gegenkönig zu Friedrich II.Heinrich Raspe IV. (1204–1247)

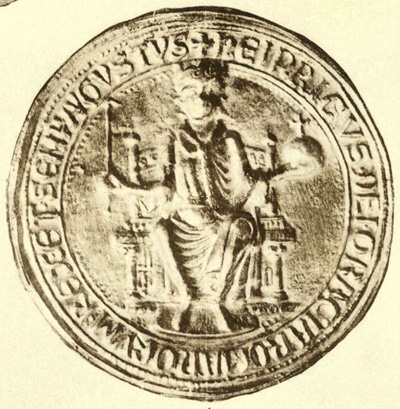
Heinrich Raspe IV. (1204–1247)

- Heinrich Reffle von Richtenberg († 1477), Hochmeister des Deutschen Ordens
- Heinrich Reiche († 1331), Propst des Doms zu Brandenburg und Konservator des Klosters Dargun
- Heinrich Reuß von Plauen (1400–1470), deutscher Adliger, 32. Hochmeister des Deutschen Ordens (1467–1470)
- Heinrich Ruthenus, deutscher Adliger

###### Heinrich S
- Heinrich Schmidt, Lokator, Lehnnehmer, Landschöffe und Dorfrichter von Cölpin
- Heinrich Schupplenberg, deutscher Patrizier und Bürgermeister der Stadt Greifswald

###### Heinrich T
- Heinrich Taube von Selbach († 1364), mittelalterlicher Kleriker, Jurist und Chronist

###### Heinrich U
- Heinrich Ungeradin, Danziger Architekt und Baumeister

###### Heinrich V
- Heinrich V. († 1161), Herzog von Kärnten, Markgraf von Verona
- Heinrich V. († 1362), Graf von Görz
- Heinrich V. († 1449), Graf zu Neu-Ortenburg
- Heinrich V. († 1026), Herzog von Bayern
- Heinrich V. († 1125), römisch-deutscher KaiserHeinrich V. († 1125)

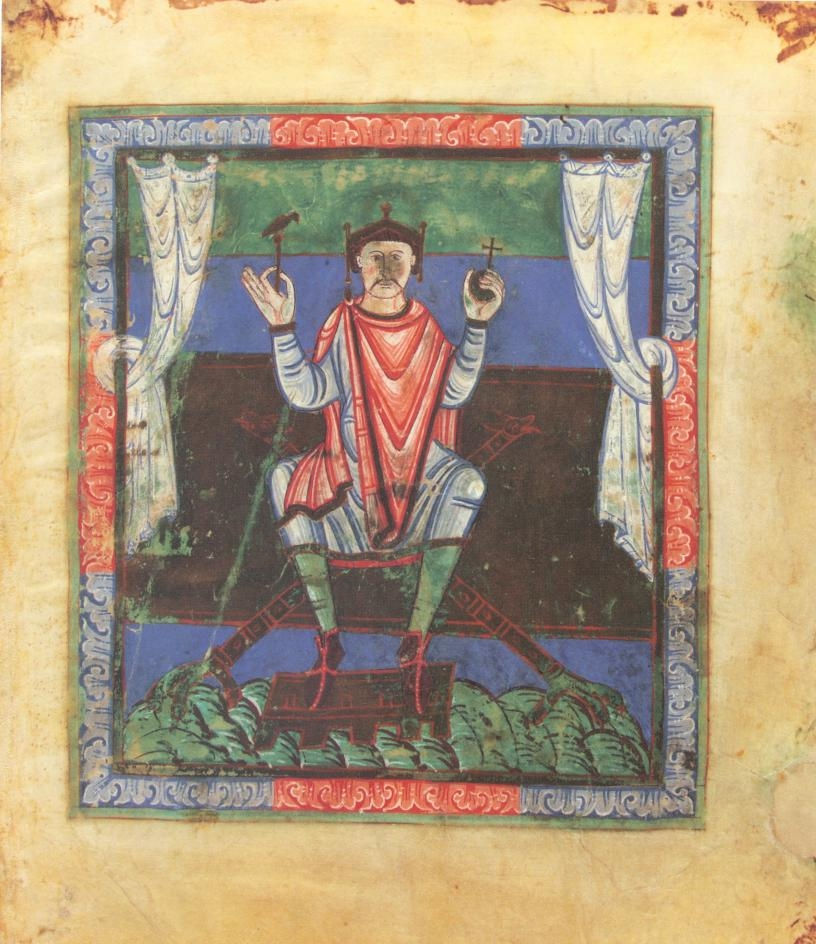
Heinrich V. († 1125)

- Heinrich V. (1216–1281), Graf von Luxemburg, Laroche und Markgraf von Arlon
- Heinrich V. († 1296), Herzog von Liegnitz, Jauer und Breslau
- Heinrich V. († 1369), Herzog von Sagan, Glogau und Steinau
- Heinrich V. (1386–1422), König von EnglandHeinrich V. (1386–1422)

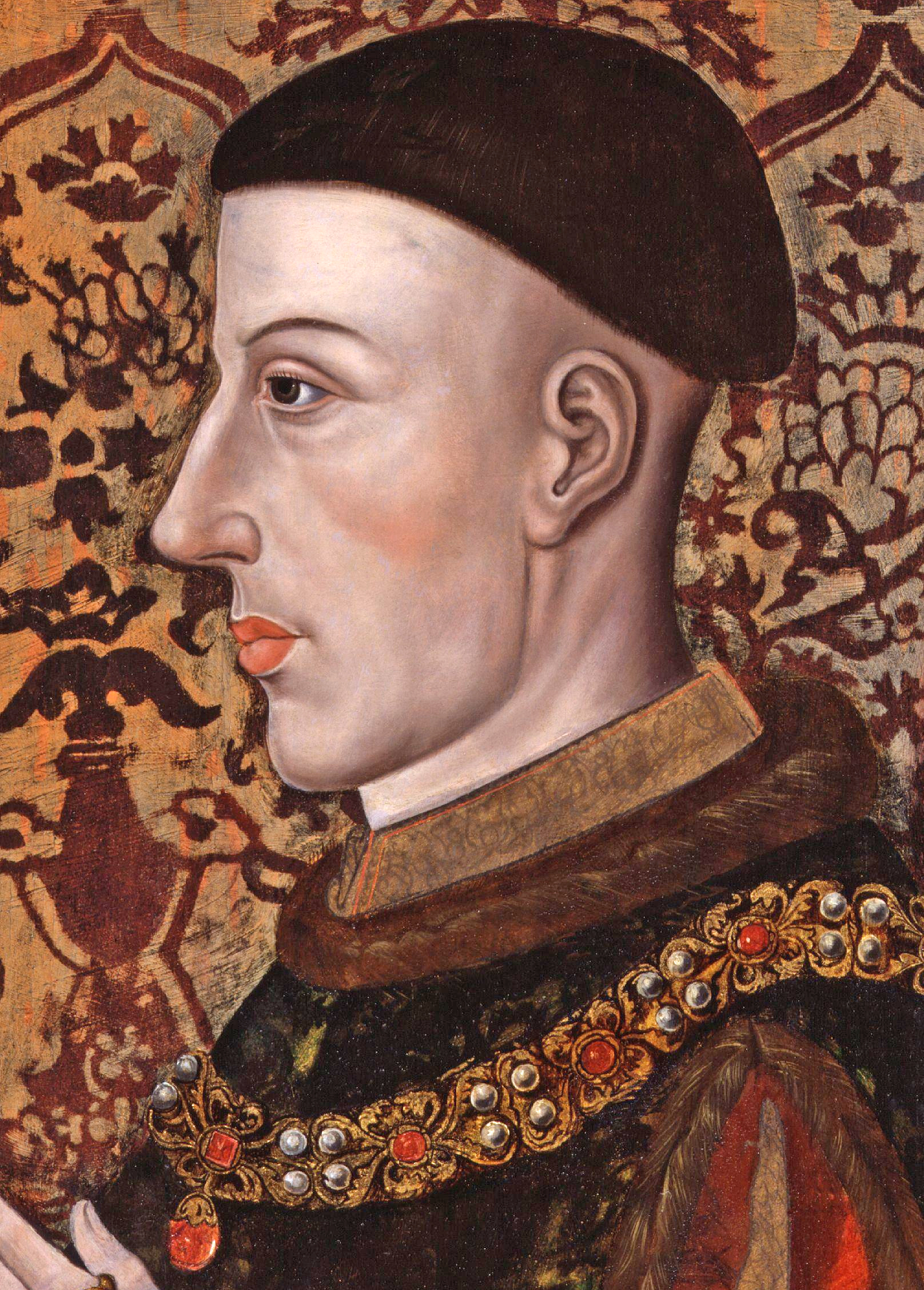
Heinrich V. (1386–1422)

- Heinrich V. (1479–1552), Herzog zu Mecklenburg
- Heinrich V. Schenk von Reicheneck († 1344), Fürstbischof von Eichstätt (1329–1344)
- Heinrich V. von der Neersen, Erbvogt von der Neersen, Herr zu Holzbüttgen
- Heinrich V. von Plauen (1533–1568), Burggraf von Meißen
- Heinrich V. von Rosenberg (1456–1489), böhmischer Adeliger
- Heinrich V. von Waldeck, Dompropst von Minden
- Heinrich V. von Weilnau, Graf von Weilnau; Fürstabt des Klosters Fulda
- Heinrich V. zu Stolberg († 1357), Bischof von Merseburg
- Heinrich VI. († 1397), Graf von Waldeck
- Heinrich VI. (1165–1197), Kaiser des Heiligen Römischen Reiches
- Heinrich VI. (1240–1288), Graf von Luxemburg
- Heinrich VI. (1294–1335), Herzog von Breslau
- Heinrich VI. († 1393), Herzog von Sagan und herzoglich Glogau sowie Crossen
- Heinrich VI. (1376–1454), Graf von Görz, Pfalzgraf von Kärnten
- Heinrich VI. (1421–1471), König von EnglandHeinrich VI. (1421–1471)

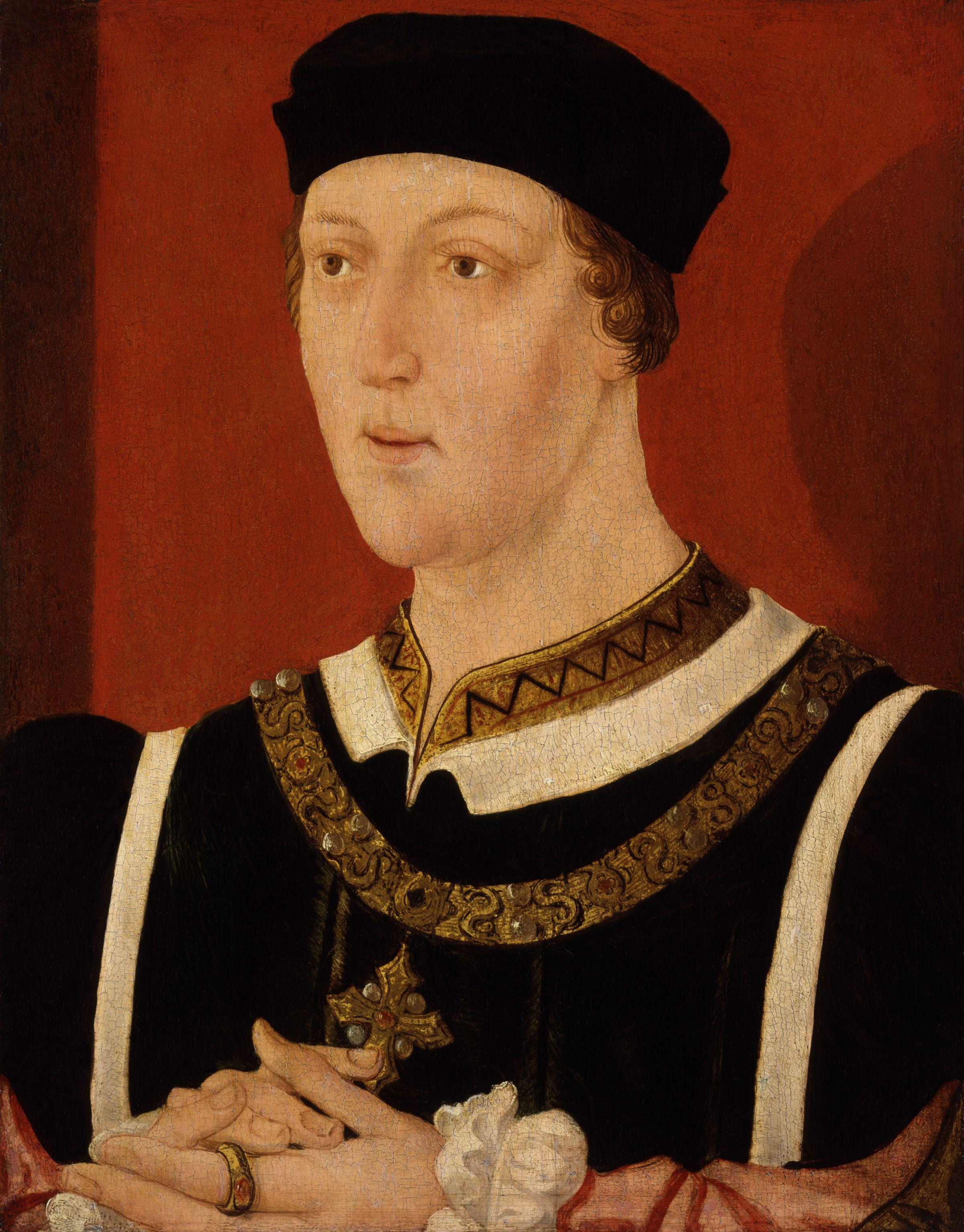
Heinrich VI. (1421–1471)

- Heinrich VI. (1649–1697), Graf Reuß zu Obergreiz
- Heinrich VI. (1707–1783), deutscher Adliger in dänischen Diensten
- Heinrich VI. von der Neersen, Erbvogt von der Neersen
- Heinrich VI. von Hohenberg (1277–1353), Fürstabt des Klosters Fulda
- Heinrich VI. von Plauen (1536–1572), Burggraf von Meißen
- Heinrich VI. von Walsee († 1398), Hauptmann ob der Enns
- Heinrich VII., Graf von Waldeck zu Waldeck
- Heinrich VII. († 1047), Herzog von Bayern (1042–1047)
- Heinrich VII. († 1313), römisch-deutscher Kaiser
- Heinrich VII. († 1324), Graf von Schwarzburg-Blankenburg (ab 1285)
- Heinrich VII. († 1394), Herzog von Sagan und herzoglich Glogau sowie Steinau
- Heinrich VII. (1355–1398), Herzog von Liegnitz; Bischof von Kujawien
- Heinrich VII. († 1416), Graf der Linie Niedersalm
- Heinrich VII. (1457–1509), König von England und Lord of Ireland
- Heinrich VII. (1464–1499), Graf von Fürstenberg (1484–1499)
- Heinrich VII. (1556–1603), Graf von Ortenburg, Landrichter und Pfleger zu Waldeck
- Heinrich VII. von Kranlucken (1303–1372), Fürstabt von Fulda (1353–1372)
- Heinrich VII. von Montfort-Rothenfels (1456–1512), deutscher römisch-katholischer Geistlicher
- Heinrich VII. von Rosenberg (1496–1526), böhmischer Adeliger
- Heinrich VIII. (1344–1399), Herzog von Schlesien-Liegnitz-Brieg
- Heinrich VIII. († 1397), Herzog von Sagan und Glogau sowie Freystadt, Grünberg und Sprottau
- Heinrich VIII. (1465–1513), Graf von Waldeck zu Wildungen
- Heinrich VIII. (1491–1547), König von EnglandHeinrich VIII. (1491–1547)

Heinrich VIII. (1491–1547)

- Heinrich VIII. von Ortenburg (1594–1622), Feldherr im Dreißigjährigen Krieg
- Heinrich vom Graben, steirischer Edelmann
- Heinrich von Ahaus († 1439), Förderer der Brüder und Schwestern vom gemeinsamen Leben
- Heinrich von Alinghoven (1400–1491), Marschall von Westfalen
- Heinrich von Alt-Lübeck († 1127), abodritischer Fürst aus der Dynastie der Nakoniden
- Heinrich von Annenberg, Burggraf von Tirol, Landeshauptmann an der Etsch, Stammvater des Adelsgeschlechts Annenberg
- Heinrich von Antiochia († 1276), antiochenischer Prinz, Vater König Hugos III. von Zypern
- Heinrich von Antwerpen, angeblicher Verfasser des Tractatus de urbe Brandenburg
- Heinrich von Apolda, Titularbischof von Lavata und Weihbischof
- Heinrich von Aquileia († 1084), Patriarch von Aquileia
- Heinrich von Asti († 1345), italienischer Bischof, Patriarch von Konstantinopel, päpstlicher Diplomat und Kreuzzugsanführer
- Heinrich von Badewide († 1164), Graf von Botwide und Ratzeburg
- Heinrich von Banz, Bischof von Lebus
- Heinrich von Bar (1362–1397), Herr von Marle und Oisy
- Heinrich von Barby, Bischof von Brandenburg
- Heinrich von Bayern (1884–1916), Prinz von BayernHeinrich von Bayern (1884–1916)

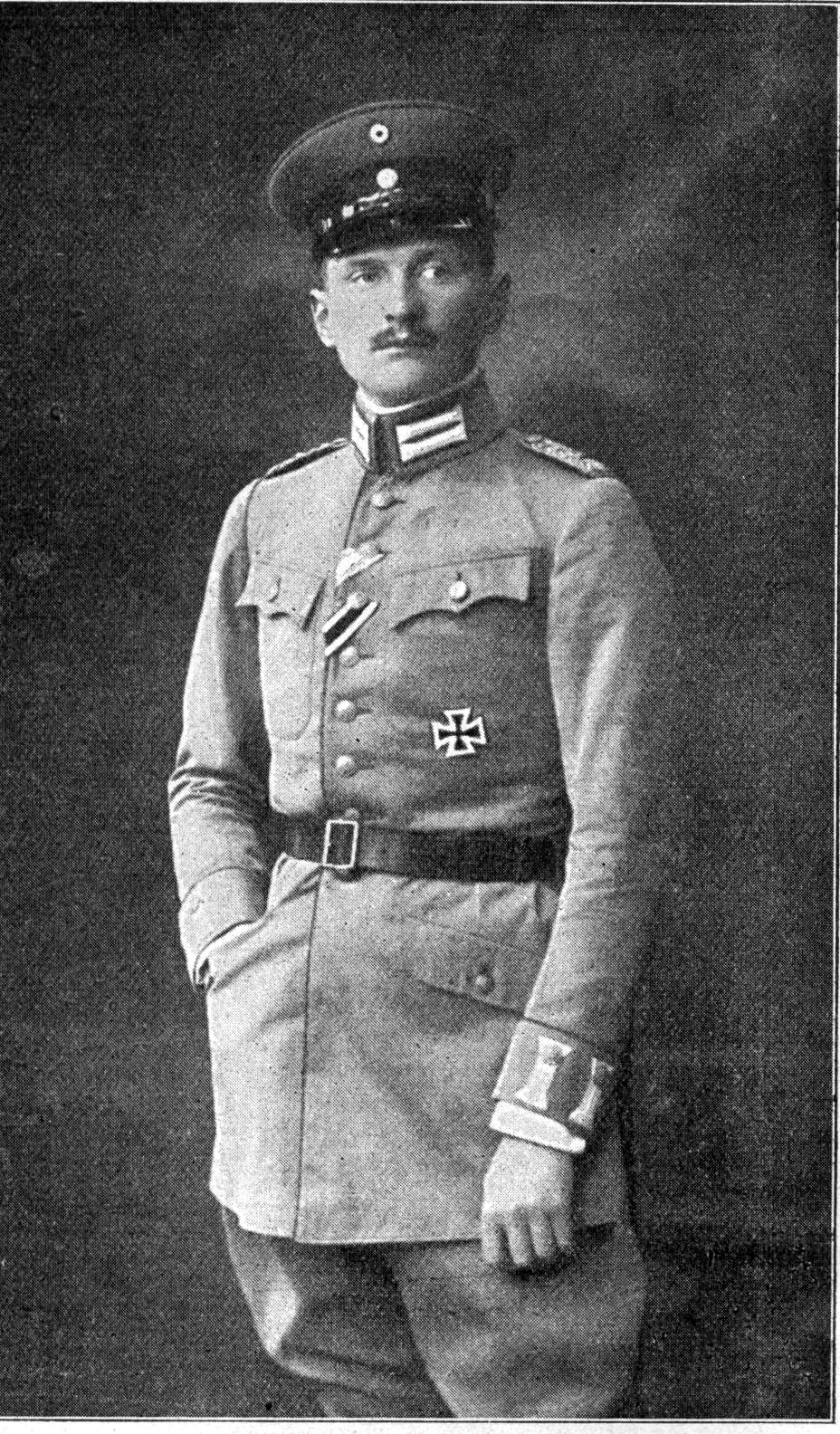
Heinrich von Bayern (1884–1916)

- Heinrich von Berching (1355–1412), deutscher Theologe des Spätmittelalters und Autor
- Heinrich von Berg († 1197), Bischof von Würzburg (1191–1197)
- Heinrich von Besmedin († 1310), Herr von Besmedin
- Heinrich von Blois († 1171), englischer, römisch-katholischer Bischof
- Heinrich von Bodendieck († 1406), Bischof von Brandenburg
- Heinrich von Bokholt, Ratsherr in Lübeck
- Heinrich von Bolanden († 1286), Archidiakon
- Heinrich von Bork († 1206), Domdechant und Domherr in Münster
- Heinrich von Bovenden († 1359), Ritter des Deutschen Ordens
- Heinrich von Bozen († 1315), Seliger, Stadtpatron
- Heinrich von Brakel, Geistlicher in Paderporn, bischöflicher und dänischer Vasall im Baltikum
- Heinrich von Brandis († 1383), Bischof von Konstanz
- Heinrich von Brettach († 1295), Reichsritter
- Heinrich von Bülow gen. Grotekop, mecklenburgischer Landadliger, Kriegshauptmann und Raubritter
- Heinrich von Büren, römisch-katholischer Geistlicher und Domherr in St
- Heinrich von Büren (1325–1376), Domherr in Münster
- Heinrich von Büren († 1414), Dompropst in Paderborn, Domherr in Münster
- Heinrich von Burgeis, spätmittelalterlicher Predigermönch und geistlicher Schriftsteller
- Heinrich von Burgund (1069–1112), Graf von Portugal und Stammvater des Hauses BurgundHeinrich von Burgund (1069–1112)

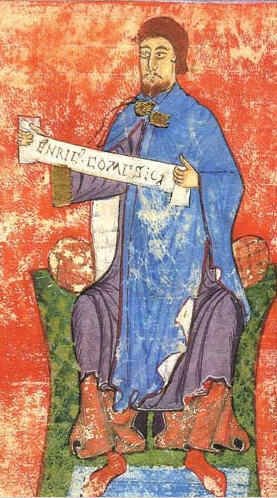
Heinrich von Burgund (1069–1112)

- Heinrich von Clotten (1302–1367), Edelknecht und erzbischöflicher Amtmann
- Heinrich von Corvey, Abt von Corvey (1143–1146)
- Heinrich von Dassow, Propst des Nonnenklosters Rehna, Kanonikat zu Lübeck, Domherr zu Schwerin
- Heinrich von dem Türlin, mittelhochdeutscher Epiker
- Heinrich von der Mure, steirischer Minnesänger
- Heinrich von der Pfalz (1487–1552), Bischof von Worms, Utrecht und Freising
- Heinrich von Didinghoven († 1285), Domherr im Bistum Münster
- Heinrich von Ebrantshausen, Seliger der katholischen Kirche
- Heinrich von Eglingen, deutscher Ritter, Söldnerführer im mittelalterlichen Italien
- Heinrich von Ekkewint, Mystiker und Prediger
- Heinrich von England († 1274), englischer KronprinzHeinrich von England († 1274)

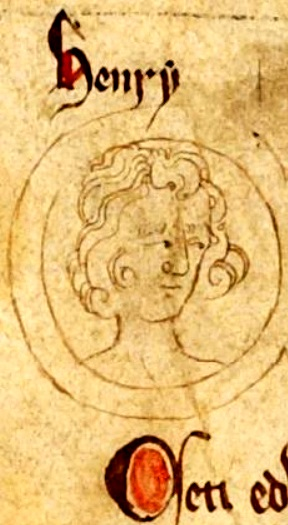
Heinrich von England († 1274)

- Heinrich von Eschenz († 1391), Abt im Kloster St. Blasien
- Heinrich von Frauenberg (1257–1314), Freiherr auf Burg Gutenberg
- Heinrich von Freiberg, mittelhochdeutscher Dichter
- Heinrich von Friemar († 1340), spätmittelalterlicher Theologe und Philosoph
- Heinrich von Friemar († 1354), spätmittelalterlicher Theologe und Philosoph
- Heinrich von Gatersleben († 1296), Probst des Doms zu Brandenburg
- Heinrich von Gent († 1293), Theologe und Philosoph der Hochscholastik
- Heinrich von Gorkum († 1431), niederländischer Thomist und Theologieprofessor
- Heinrich von Groitzsch († 1135), Markgraf der Lausitz
- Heinrich von Grüningen, Dominikanerprovinzial von Teutonia
- Heinrich von Hagen, Domherr in Münster
- Heinrich von Hailfingen der Unbezunte, Schultheiß und Vogt von Hagenau
- Heinrich von Harclay († 1317), englischer Scholastiker und Hochschullehrer
- Heinrich von Hattingen, Domherr in Münster
- Heinrich von Herford († 1370), gelehrter Dominikaner, Chronist, Historiker und Theologe
- Heinrich von Hessen-Darmstadt (1674–1741), Landgraf von Hessen-Darmstadt, kaiserlicher Offizier
- Heinrich von Hohenlohe († 1249), Hochmeister des Deutschen Ordens
- Heinrich von Horn († 1408), Anführer des Aufstands der Einwohner Lüttichs 1408
- Heinrich von Hornberg, Bischof von Basel
- Heinrich von Hornberg († 1427), Abt des Klosters St. Peter auf dem Schwarzwald und des Klosters Reichenau
- Heinrich von Hückeswagen († 1205), Regent und Graf von Hückeswagen
- Heinrich von Huntingdon, englischer Geschichtsschreiber
- Heinrich von Isny (1222–1288), Bischof von Basel, Erzbischof von Mainz und Erzkanzler des Heiligen Römischen Reichs
- Heinrich von Jülich, Domherr in verschiedenen Bistümern und päpstlicher Gesandter
- Heinrich von Kalden, Reichshofmarschall Kaiser Heinrichs VI.Heinrich von Kalden

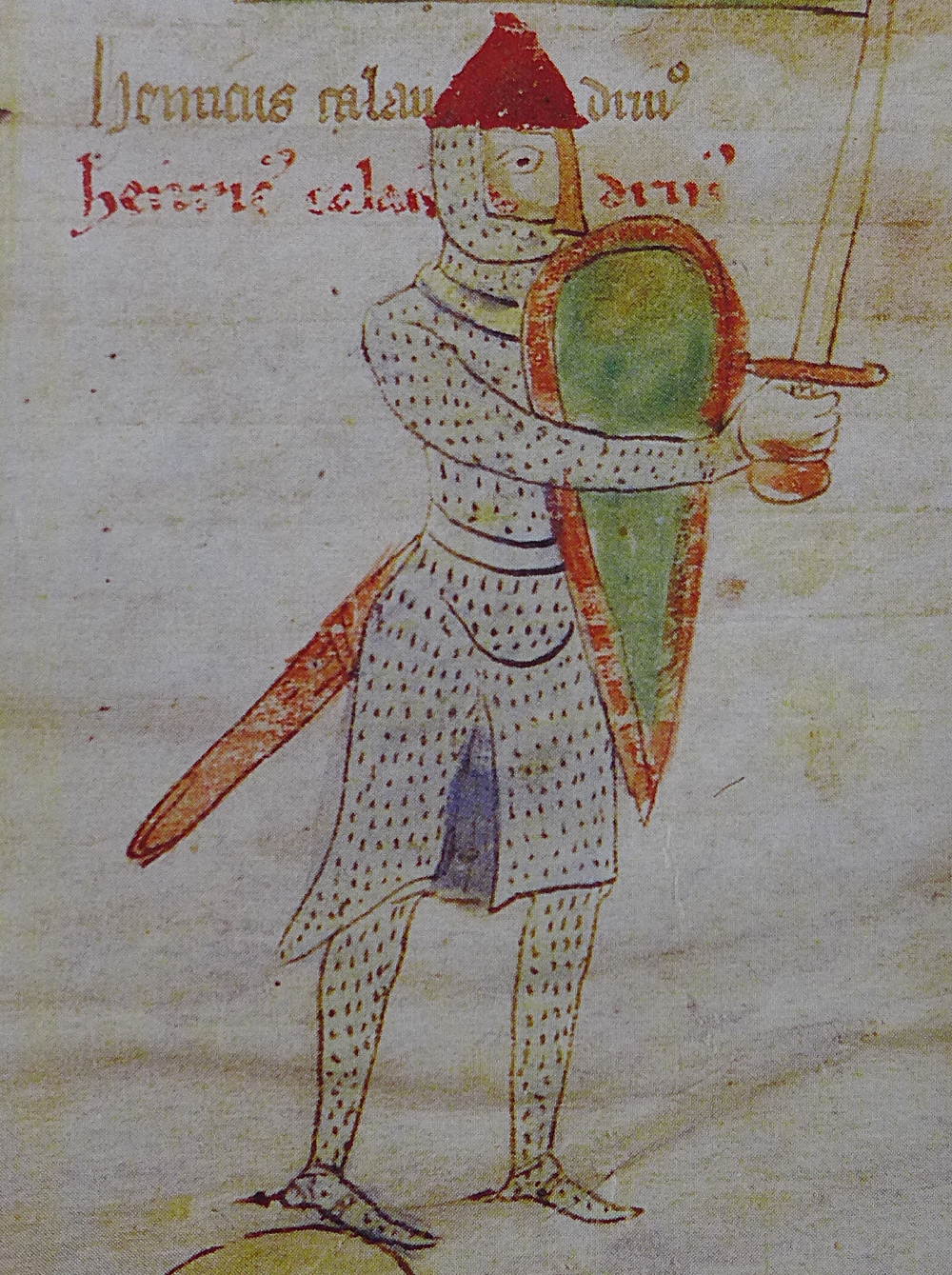
Heinrich von Kalden

- Heinrich von Kärnten († 1335), Herzog von Kärnten und Graf von Tirol (1295–1335), König von Böhmen (1307–1310)
- Heinrich von Karpfen († 1234), Abt der Reichenau (1206–1234)
- Heinrich von Kastilien (1230–1304), Prinz von Kastilien
- Heinrich von Keppel, Vizedominus und Domherr in Münster
- Heinrich von Kerkow, Bischof von Havelberg (1244/1245 bis 1271/1272)
- Heinrich von Kiew († 1350), erster römisch-katholischer Bischof von Kiew und Weihbischsof in Augsburg
- Heinrich von Kirchberg, deutscher Jurist
- Heinrich von Kleve († 1490), Benediktiner, Abt von Liesborn, Klosterreformer
- Heinrich von Klingen († 1204), Abt des Klosters St. Gallen (1200–1204)
- Heinrich von Köln († 1229), Prediger, Dominikanerprior
- Heinrich von Kotzau, Reichsritter, Hauptmann von Hof
- Heinrich von Krumau, böhmischer Adliger aus dem Krumauer Familienzweig der Witigonen
- Heinrich von Langenstein (1325–1397), Theologe und Kirchenpolitiker
- Heinrich von Lausanne, häretischer Wanderprediger
- Heinrich von Leipa († 1329), böhmischer Marschall und Kämmerer
- Heinrich von Leis († 1342), Bischof von Lavant
- Heinrich von Lenzburg, Bischof von Lausanne
- Heinrich von Lettland, deutscher Chronist
- Heinrich von Lohn, Domherr in Münster und Propst in Friesland
- Heinrich von Löwen, Dominikaner
- Heinrich von Löwenstein, Graf von Löwenstein
- Heinrich von Lützelburg († 1274), Bischof von Semgallen, Bischof von Kurland und Bischof von Chiemsee, Angehöriger des Franziskanerordens
- Heinrich von Maastricht († 1195), Bischof von Worms
- Heinrich von Marcy († 1189), Zisterzienser, Abt von Hautecombe, Abt von Clairvaux, Kardinalbischof von Albano
- Heinrich von Mecheln (* 1246), Philosoph, Übersetzer und Astronom
- Heinrich von Melk, frühmittelhochdeutscher Dichter
- Heinrich von Milly, Herr von Arabia Petra
- Heinrich von Mondeville, Lehrer der Anatomie und Leibarzt Philipps des Schönen
- Heinrich von Morungen, mittelhochdeutscher Minnesänger
- Heinrich von Mügeln, Sangspruchdichter und Übersetzer
- Heinrich von München, mittelalterlicher Verfasser von Weltchronikkompilationen
- Heinrich von Müneck, Edelknecht und Ritter
- Heinrich von Münster († 1410), Domherr in Münster, römisch-katholischer Geistlicher
- Heinrich von Nassau-Dillenburg (1550–1574), Grafensohn von Nassau-Dillenburg
- Heinrich von Neuenburg († 1274), Bischof von Basel
- Heinrich von Neustadt, mittelalterlicher Arzt und Autor
- Heinrich von Nördlingen, Mystiker
- Heinrich von Oldenburg-Bruchhausen, Graf von Neubruchhausen
- Heinrich von Österreich (1828–1891), Erzherzog von Österreich und kaiserlich-österreichischer FeldmarschalleutnantHeinrich von Österreich (1828–1891)

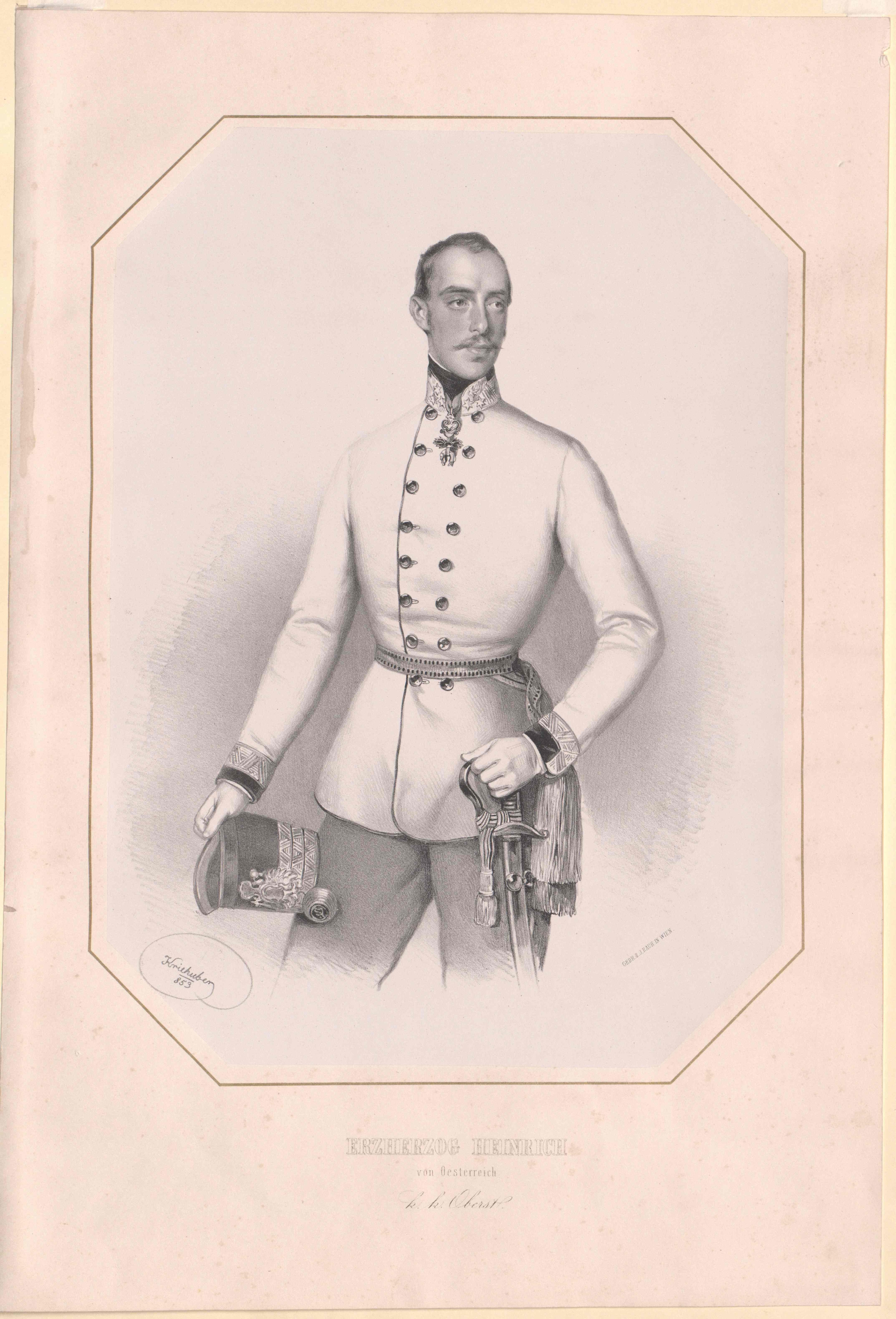
Heinrich von Österreich (1828–1891)

- Heinrich von Ostheim († 1560), deutscher Erbschenk
- Heinrich von Pettau († 1217), Bischof von Gurk
- Heinrich von Pfalzpaint, deutscher Wundarzt (Chirurg)
- Heinrich von Pirnbrunn († 1343), Erzbischof von Salzburg
- Heinrich von Plötzke († 1320), Landmeister von Preußen, Großkomtur und Ordensmarschall des Deutschen Ordens
- Heinrich von Poitou, Bischof von Soissons und für drei Tage Erzbischof von Besançon
- Heinrich von Pomesanien († 1303), Bischof von Pomesanien
- Heinrich von Preußen (1726–1802), Sohn von König Friedrich Wilhelm I. (Preußen), General
- Heinrich von Preußen (1747–1767), königlich preußischer Generalmajor
- Heinrich von Preußen (1781–1846), preußischer Prinz, General der Infanterie sowie Großmeister des Johanniterordens
- Heinrich von Preußen (1862–1929), preußischer Prinz, deutscher GroßadmiralHeinrich von Preußen (1862–1929)

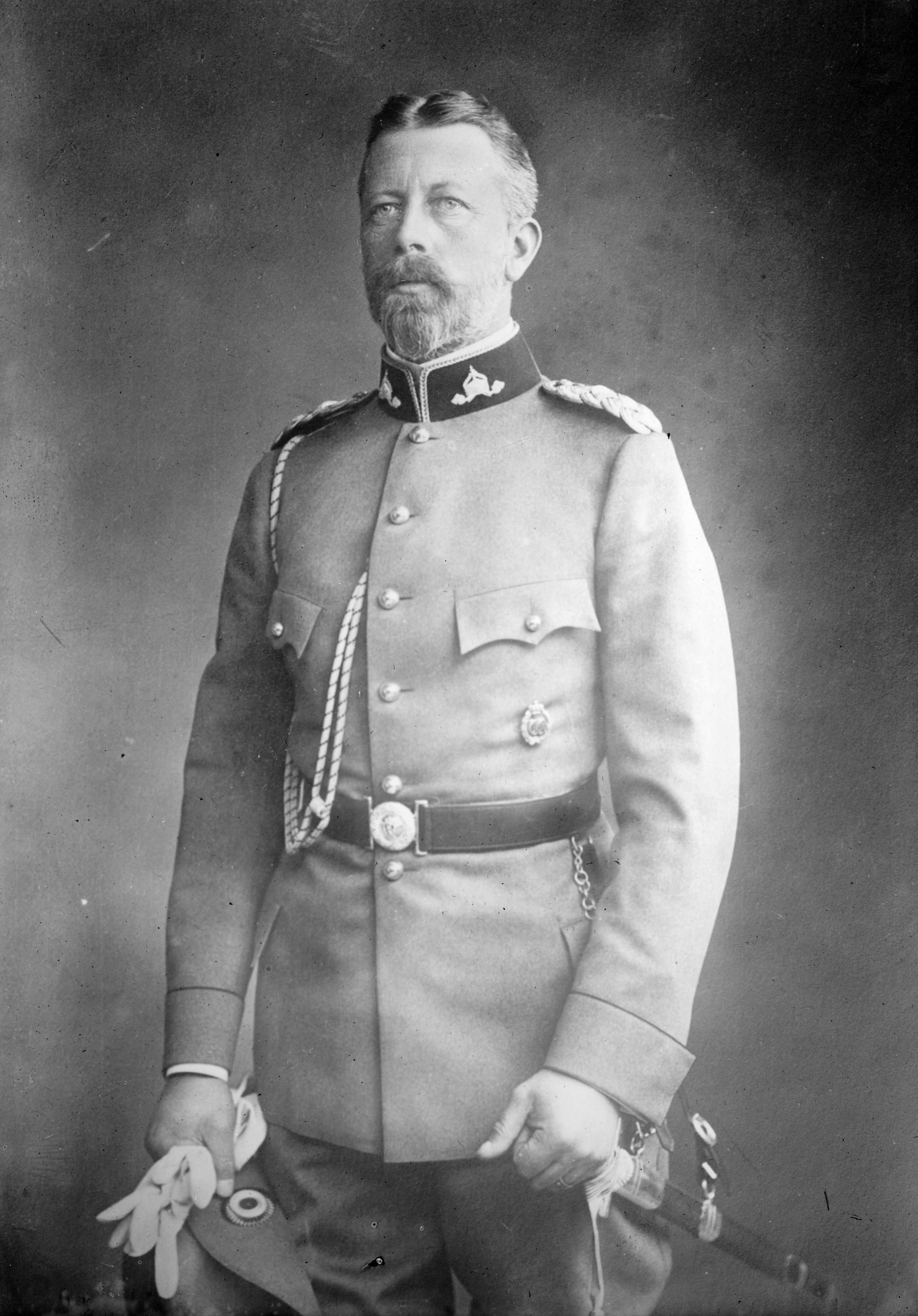
Heinrich von Preußen (1862–1929)

- Heinrich von Ramstein († 1318), Abt des Benediktinerklosters St. Gallen
- Heinrich von Reyp, Domherr in Münster und Paderborn
- Heinrich von Rhede, Domherr in Münster
- Heinrich von Rübenach († 1493), Weihbischof und Theologieprofessor in Köln und Mainz
- Heinrich von Rugge, deutscher Minnesänger
- Heinrich von Sachsen (1422–1435), Fürst aus der Dynastie der Wettiner
- Heinrich von Sachsen-Lauenburg (1550–1585), Fürstbischof von Paderborn
- Heinrich von Sandomir († 1166), polnischer Herzog
- Heinrich von Sax, deutscher Dichter und Minnesänger
- Heinrich von Schottland (1114–1152), schottischer Prinz
- Heinrich von Schwarzenburg bei Rötz, erste sicher belegte Edelfreie der älteren Schwarzenburger bei Rötz
- Heinrich von Schweinfurt († 1017), Markgraf von Schweinfurt
- Heinrich von Solms († 1407), Dompropst im Bistum Münster
- Heinrich von Spanien, Herzog von Sevilla (1823–1870), spanischer Infant und Herzog von Sevilla
- Heinrich von Spiegel zum Desenberg († 1380), Benediktinermönch, Fürstbischof von Paderborn und Fürstabt von Corvey
- Heinrich von St. Gallen († 1324), Geistlicher und Abt von Kloster Wettingen
- Heinrich von St. Gallen, deutscher Theologe und geistlicher Erbauungsschriftsteller
- Heinrich von Stade, Graf in Harsefeld
- Heinrich von Stöffeln († 1383), Abt der Reichenau (1379–1383)
- Heinrich von Streitberg, deutscher Ordensritter und römisch-katholischer Bischof des Ermlands und später des Samlands
- Heinrich von Stretelingen (1258–1294), Minnesänger und Angehöriger eines Freiherrengeschlechts am Thunersee
- Heinrich von Tanne († 1248), Bischof von Konstanz
- Heinrich von Taufers († 1239), Bischof von Brixen (1224–1239)
- Heinrich von Thun († 1238), Bischof des Fürstbistum Basel und ein grosser Förderer der Stadt Basel (1216–1238)
- Heinrich von Trient († 1289), Bischof von Trient
- Heinrich von Tübingen († 1167), Pfalzgraf von Tübingen
- Heinrich von Tunna († 1209), Hochmeister des Deutschen Ordens
- Heinrich von Twiel, Gegenabt von St. Gallen
- Heinrich von Uppsala, katholischer Heiliger
- Heinrich von Veldeke, niederländisch-deutscher Dichter des Mittelalters
- Heinrich von Vemern, deutscher Geistlicher, Prokurator an der römischen Kurie und Domherr in Lübeck und Schwerin
- Heinrich von Verdun († 1091), Bischof von Lüttich (1075–1091)
- Heinrich von Virneburg († 1332), Erzbischof des Erzbistums KölnHeinrich II. von Virneburg († 1332)

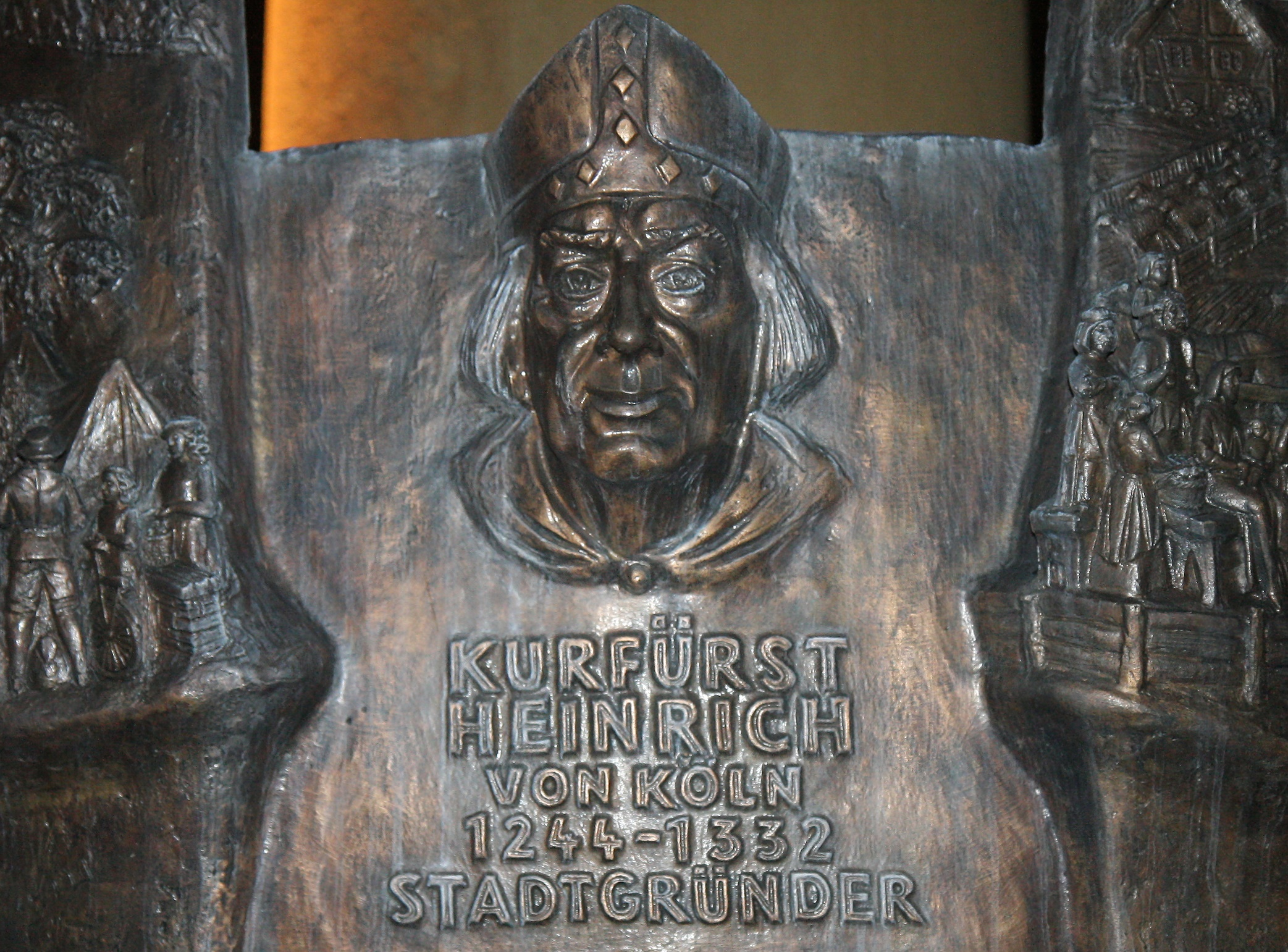
Heinrich II. von Virneburg († 1332)

- Heinrich von Wacholz († 1317), Bischof von Cammin
- Heinrich von Wartenberg († 1274), Abt des Klosters St. Gallen
- Heinrich von Werl († 1463), deutscher Minorit, Provinzial der kölnischen Minoritenprovinz
- Heinrich von Wernigerode († 1429), Graf von Wernigerode
- Heinrich von Wiesenbach, deutscher Notar und Schreiber
- Heinrich von Wildenstein († 1409), Bischof von Triest, Pedena und Kroja
- Heinrich von Windeck, Sohn des Grafen Adolf IV. von Berg
- Heinrich von Wülzburg, Benediktinermönch
- Heinrich von Würben († 1319), Fürstbischof von Breslau
- Heinrich von Württemberg (1448–1519), Graf von Württemberg-Mömpelgard (1473–1482)Heinrich von Württemberg (1448–1519)

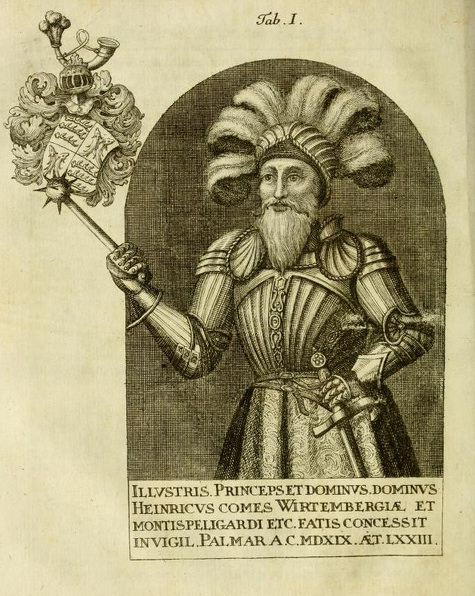
Heinrich von Württemberg (1448–1519)

- Heinrich von Zipplingen († 1346), Mitglied des Deutschen Ordens, Ratgeber und Sekretär von Kaiser Ludwig IV.

###### Heinrich W
- Heinrich Walpot, Hochmeister des Deutschen Ordens
- Heinrich Wenzel (1592–1639), Herzog von Bernstadt, Herzog von Oels und Herzog von Münsterberg sowie Graf von Glatz
- Heinrich Wolrad (1642–1664), Graf von Waldeck-Eisenberg

###### Heinrich X
- Heinrich X. († 1423), Herzog von herzoglich Glogau
- Heinrich X. († 1452), Herzog von Haynau
- Heinrich X. (1621–1671), Graf Reuß zu Lobenstein, Rektor der Universität Leipzig
- Heinrich X. (1662–1711), Graf Reuß jüngere Linie, Graf und Herr zu Plauen, Herr zu Greiz, Kranichfeld, Gera, Schleiz, Lobenstein und Ebersdorf.
- Heinrich XI. (1422–1475), Graf von Henneberg-Schleusingen
- Heinrich XI. († 1476), Herzog von Glogau, Crossen und Freystadt
- Heinrich XI. (1539–1588), Herzog von Liegnitz
- Heinrich XI. (1722–1800), Fürst Reuß zu Greiz
- Heinrich XIII. (1235–1290), erster Herzog von Niederbayern
- Heinrich XIII. (1747–1817), Fürst Reuß zu Greiz
- Heinrich XIV. (1305–1339), Herzog von Niederbayern
- Heinrich XIV. (1832–1913), Fürst von Reuß jüngere LinieHeinrich XIV. (1832–1913)

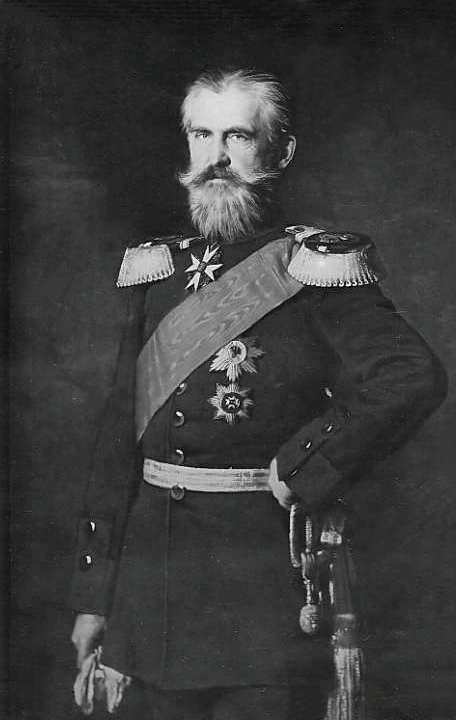
Heinrich XIV. (1832–1913)

- Heinrich XIX. (1790–1836), Fürst Reuß zu Greiz
- Heinrich XLIII. (1752–1814), Fürst Reuß zu Köstritz
- Heinrich XV. (1312–1333), Herzog von Bayern und Niederbayern
- Heinrich XV. Reuß zu Greiz (1751–1825), Fürst Reuß zu Greiz
- Heinrich XVI. (1386–1450), Herzog von Bayern-Landshut
- Heinrich XX. (1794–1859), Fürst Reuß zu Greiz, Graf und Herr zu Plauen, Herr zu Greiz, Kranichfeld, Gera, Schleiz und Lobenstein
- Heinrich XXII. (1846–1902), Fürst von Reuß ältere Linie (Reuß-Greiz)
- Heinrich XXIV. (1681–1748), Graf Reuß von Schleiz zu Köstritz
- Heinrich XXIV. (1724–1779), Graf Reuß von Lobenstein zu Ebersdorf
- Heinrich XXIV. (1878–1927), Fürst von Reuß ältere Linie
- Heinrich XXIX. (1699–1747), Graf Reuß von Lobenstein zu Ebersdorf
- Heinrich XXV. (1681–1748), deutscher Adliger
- Heinrich XXVI. (1725–1796), Graf Reuß von Lobenstein zu Ebersdorf
- Heinrich XXVII. (1858–1928), letzter Fürst von Reuß
- Heinrich XXVII. von Schwarzburg (1440–1496), Erzbischof von Bremen, Bischof von Münster
- Heinrich XXX. (1727–1802), Graf Reuß zu Gera
- Heinrich XXXV. (1689–1758), Fürst von Schwarzburg-Sondershausen

###### Heinrich Z
- Heinrich Zdik († 1150), Bischof von Olmütz, Klostergründer und Kreuzfahrer
- Heinrich zu Mecklenburg (1876–1934), Prinzgemahl der NiederlandeHeinrich zu Mecklenburg (1876–1934)

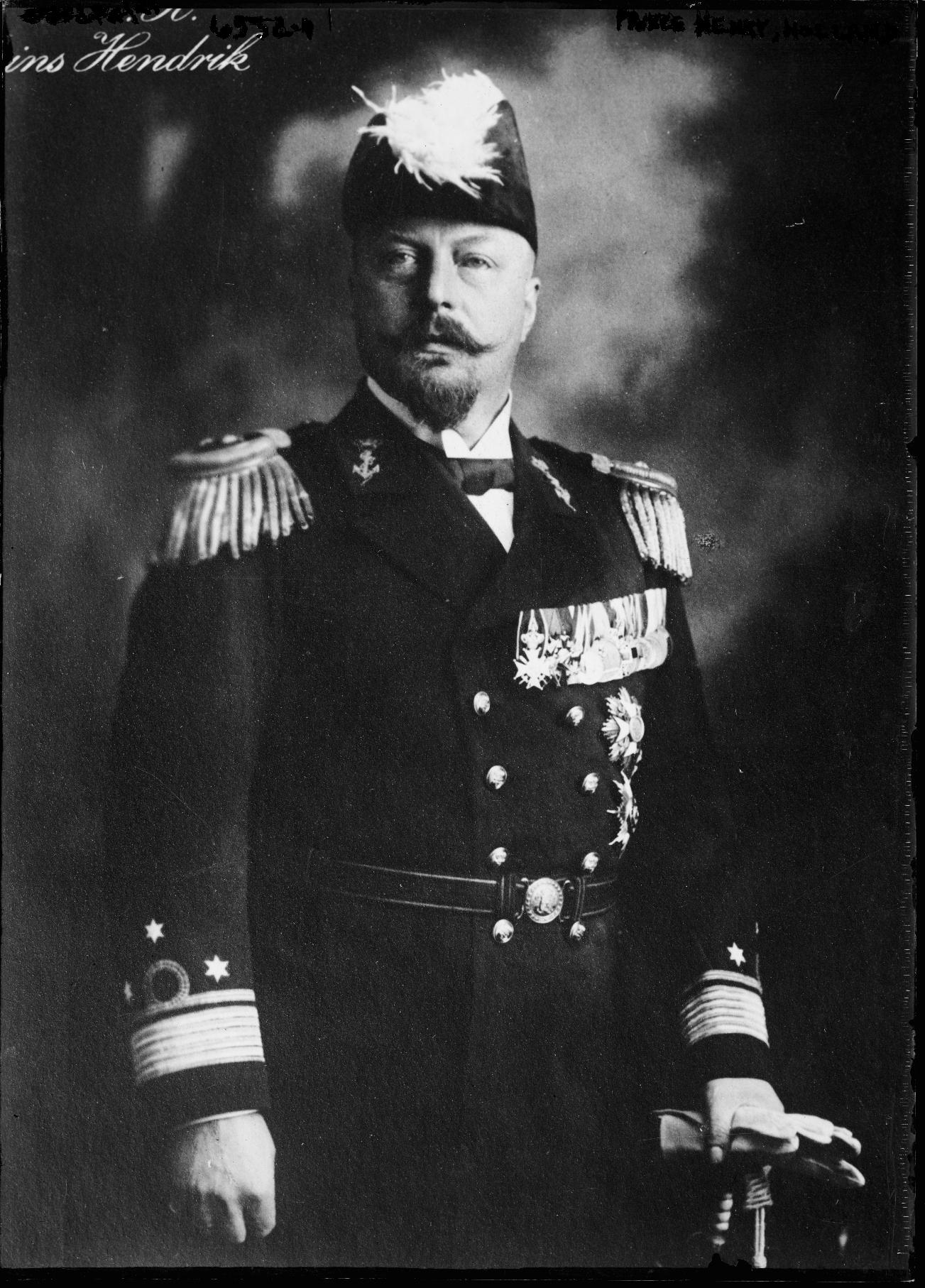
Heinrich zu Mecklenburg (1876–1934)

###### Heinrich,
- Heinrich, Alexander (* 1984), russisch-usbekischer Fußballspieler
- Heinrich, Alexander (* 1987), deutscher Eishockeyspieler
- Heinrich, Alfred (1895–1974), deutscher Ornithologe und Heimatforscher
- Heinrich, Alfred (1906–1975), deutscher Eishockeyspieler
- Heinrich, Alfred (1930–2016), österreichischer satirischer Publizist, Kabarettautor, Journalist und Buchautor
- Heinrich, Andrea (* 1972), deutsche Fußballspielerin
- Heinrich, Andrzej (1937–1989), polnischer Bergsteiger und Ingenieur
- Heinrich, Anja (* 1971), deutsche Politikerin (CDU), MdL
- Heinrich, Anna-Nicole (* 1996), deutsche evangelische KirchenfunktionärinAnna-Nicole Heinrich (* 1996)

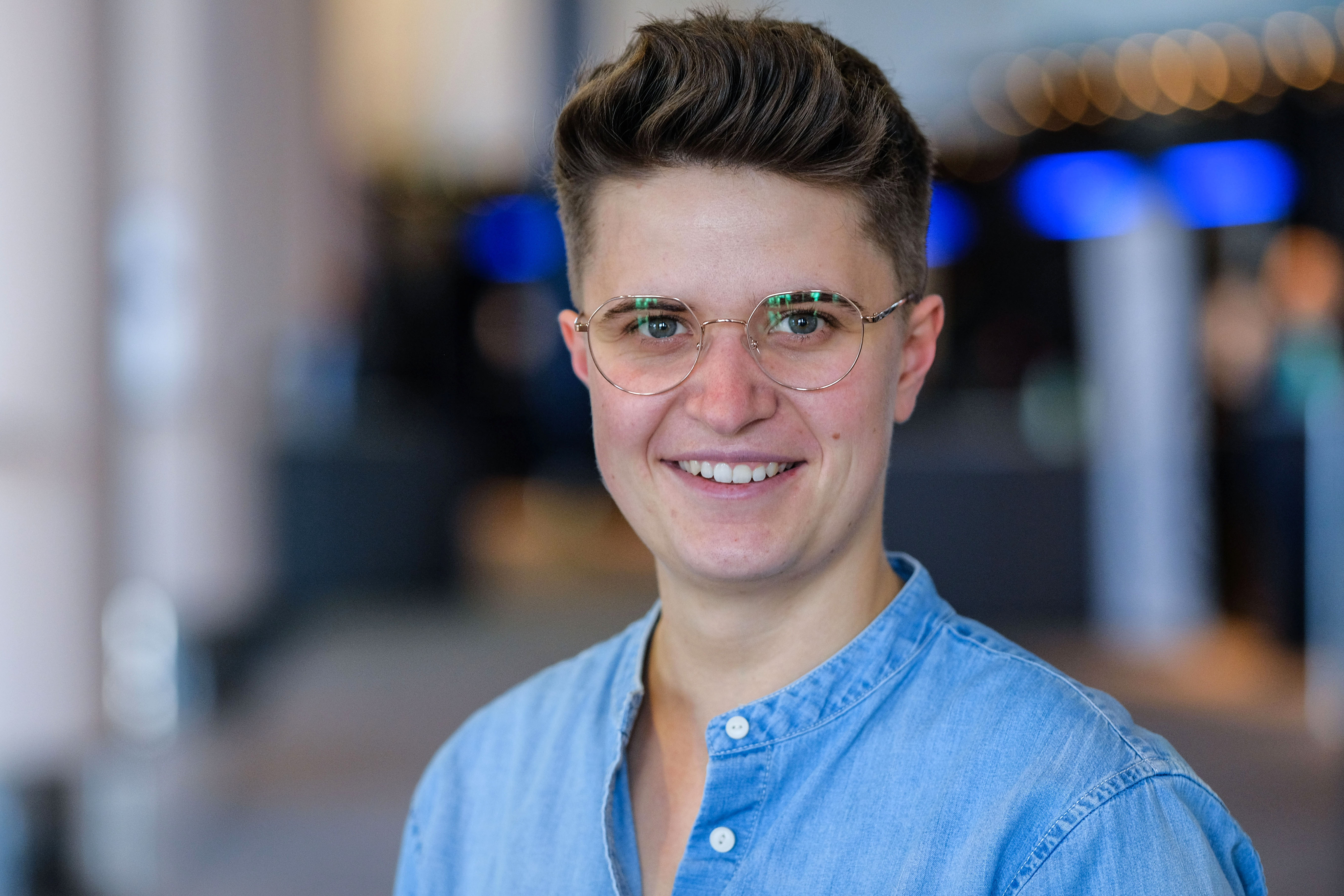
Anna-Nicole Heinrich (* 1996)

- Heinrich, Anne-Christine (* 1984), deutsche Jazzflötistin und Komponistin
- Heinrich, Annemarie (1888–1984), deutsche Blumen- und Stilllebenmalerin
- Heinrich, Annemarie (1912–2005), argentinische Fotografin deutscher Herkunft
- Heinrich, Anthony Philip (1781–1861), Komponist der USA
- Heinrich, Antje (* 1982), deutsche Schauspielerin
- Heinrich, Arno (1929–2009), deutscher Autor, Grabungs- und Museumsleiter sowie Fossilien- und Mineralienexperte
- Heinrich, Artur (1904–1975), deutscher Politiker (FDP), MdL
- Heinrich, August (1794–1822), deutscher Maler
- Heinrich, August (1859–1926), österreichischer Arzt und Fossiliensammler
- Heinrich, August (1881–1965), deutscher Schauspieler, Schriftsteller und Pfälzer Mundartdichter
- Heinrich, Axel (* 1965), deutscher römisch-katholischer Theologe
- Heinrich, Benjamin (* 1984), deutscher SchauspielerBenjamin Heinrich (* 1984)

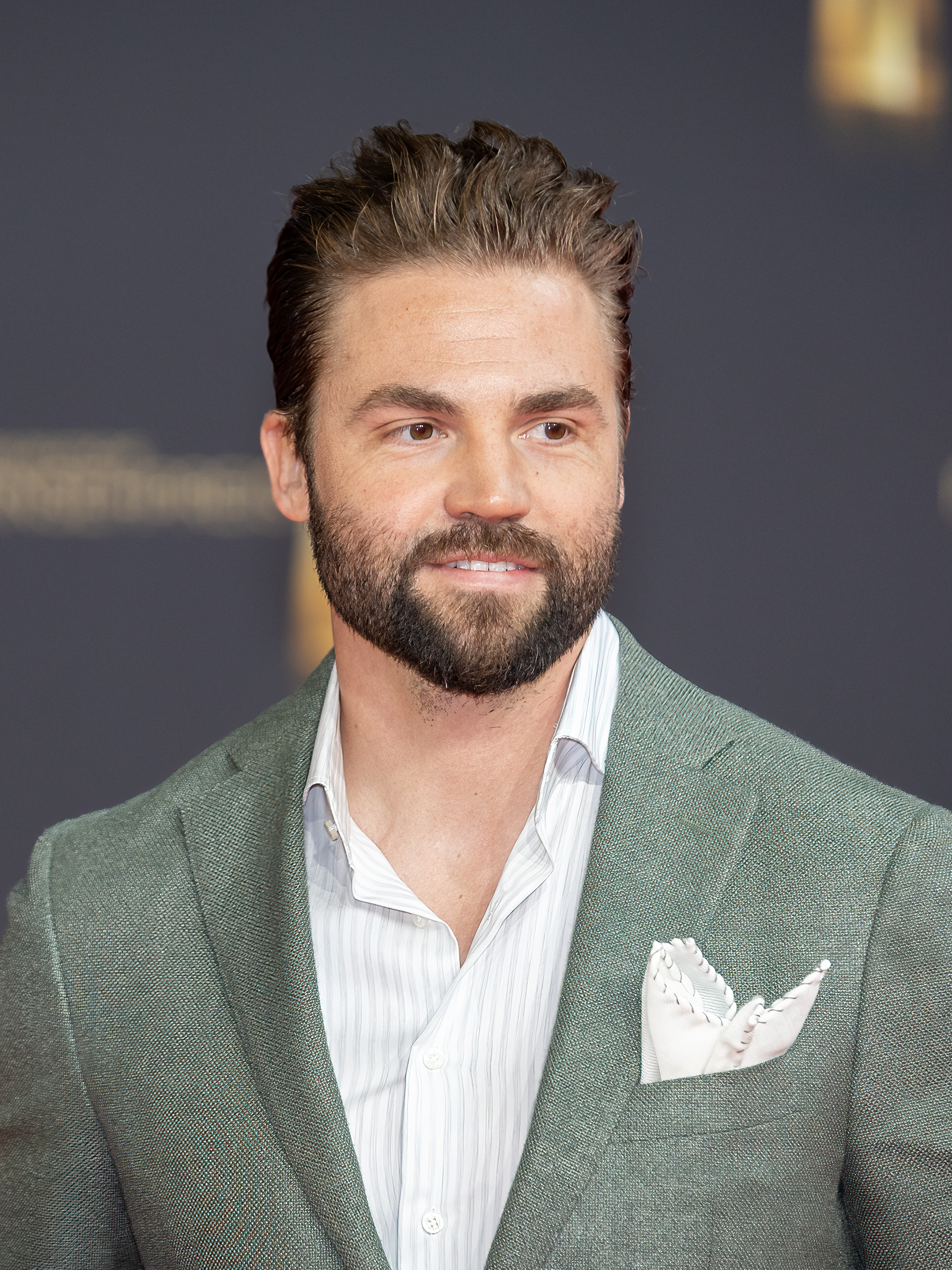
Benjamin Heinrich (* 1984)

- Heinrich, Bernd (* 1940), deutschamerikanischer Biologe, Langstreckenläufer
- Heinrich, Bernd (* 1961), deutscher Behindertensportler
- Heinrich, Bernd (* 1962), deutscher Rechtswissenschaftler
- Heinrich, Brigitte (1941–1987), deutsche Politikerin (Bündnis 90/Die Grünen), MdEP, Agentin der DDR
- Heinrich, Brigitte (* 1950), deutsche Kabarettistin, Schauspielerin und Synchronsprecherin
- Heinrich, Bruno (1908–1992), österreichischer Zisterzienser
- Heinrich, Chris (* 1977), US-amerikanischer Basketballspieler mit deutscher Staatsbürgerschaft
- Heinrich, Christian (* 1996), deutscher Fußballspieler
- Heinrich, Christian Gottfried (1745–1802), deutscher evangelischer Theologe
- Heinrich, Christiane (* 1969), deutsche Schauspielerin
- Heinrich, Christoph (* 1960), deutscher Kunsthistoriker und Kurator
- Heinrich, Christoph (* 1985), deutscher Opernsänger (Bassbariton)
- Heinrich, Christoph Gottlob (1748–1810), deutscher Historiker
- Heinrich, Claude (* 2006), deutscher Schauspieler und Synchronsprecher
- Heinrich, Claus E. (* 1955), deutscher Manager
- Heinrich, Cloé (* 2008), deutsche Schauspielerin und Synchronsprecherin
- Heinrich, Cornelia (* 1960), deutsche Leichtathletin
- Heinrich, Dominique (* 1990), österreichischer Eishockeyspieler
- Heinrich, Eberhard (1926–2019), deutscher Politiker (SED) und Vorsitzender der Journalistenverbandes des DDR
- Heinrich, Emma (1914–1997), deutsche Politikerin (CDU der DDR), MdV
- Heinrich, Ernst (1792–1862), deutscher Agrarwissenschaftler
- Heinrich, Ernst (* 1888), deutscher Kommunalpolitiker (SPD, NSDAP)
- Heinrich, Ernst (1899–1984), deutscher Bauforscher
- Heinrich, Ernst (1901–1980), deutscher Politiker (CDU), MdHB
- Heinrich, Eva-Maria (* 1977), deutsche Kommunikationsdesignerin und Hochschullehrerin
- Heinrich, Fabian, deutscher Schauspieler und Synchronsprecher
- Heinrich, Ferenc (1866–1925), ungarischer Eisenwaren-Großhändler, Wirtschaftspolitiker und Minister
- Heinrich, Finn-Ole (* 1982), deutscher Autor und Filmemacher
- Heinrich, Florian (* 1995), österreichischer Fußballspieler
- Heinrich, Frank (* 1964), deutscher Theologe und Politiker (CDU), MdB
- Heinrich, Franz (1876–1928), deutscher Porzellanfabrikant
- Heinrich, Friedhelm (1939–2014), deutscher Physiker und Hochschullehrer
- Heinrich, Fritz (1921–1959), deutscher Politiker (SPD), MdB
- Heinrich, Fritz (1924–2006), Physiker und Hochschullehrer
- Heinrich, Gabriela (* 1963), deutsche Politikerin (SPD), MdBGabriela Heinrich (* 1963)

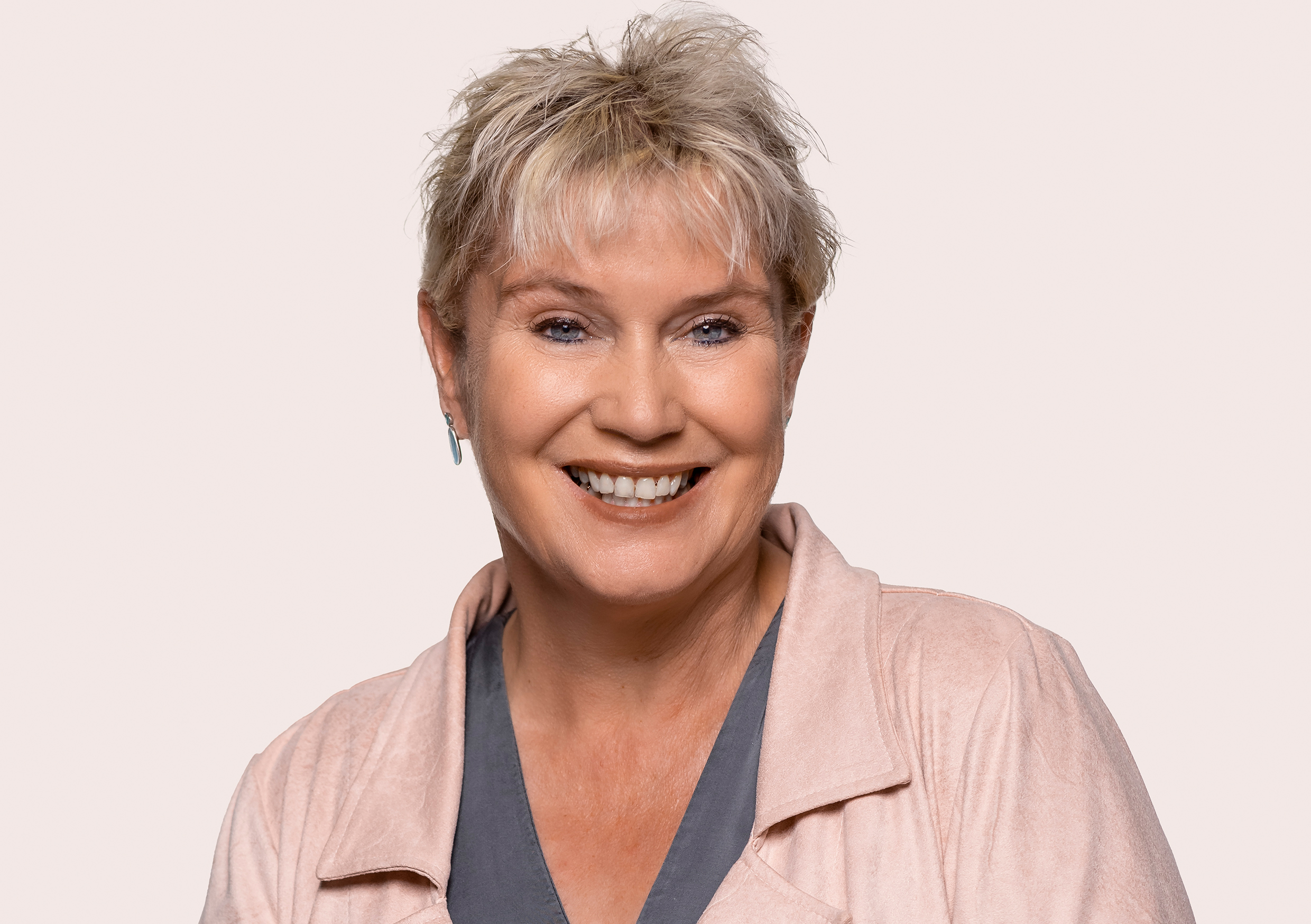
Gabriela Heinrich (* 1963)

- Heinrich, Gerd (1896–1984), deutscher Entomologe, Zoologe und Forschungsreisender
- Heinrich, Gerd (1931–2012), deutscher Historiker
- Heinrich, Gerhard (* 1955), deutscher Politiker (SPD), MdHB
- Heinrich, Gert (* 1950), deutscher Physiker, Werkstoffwissenschaftler und Hochschullehrer
- Heinrich, Graf von Hamburg (* 1035), Graf von Hamburg
- Heinrich, Günter (* 1957), deutscher Politiker (CDU), MdL
- Heinrich, Hans (1911–2003), deutscher Film- und Fernsehregisseur sowie Filmeditor
- Heinrich, Hans (1929–2007), deutscher Kameramann und Drehbuchautor
- Heinrich, Harald (* 1967), deutscher Geistlicher, Domkapitular und Generalvikar im Bistum Augsburg
- Heinrich, Hartmut, deutscher Informatiker und Hochschullehrer
- Heinrich, Hartmut (* 1952), deutscher Klimaforscher am Bundesamt für Seeschifffahrt und Hydrographie
- Heinrich, Helmut (1904–1997), deutscher Mathematiker
- Heinrich, Helmut (* 1947), deutscher Politiker (CDU)
- Heinrich, Helmut T. (1933–2017), deutscher Schriftsteller und Übersetzer
- Heinrich, Herbert (1899–1975), deutscher Schwimmer
- Heinrich, Herbert (1922–2012), deutscher Autor und Wanderführer
- Heinrich, Herbert (1958–2025), deutscher Eishockeyspieler
- Heinrich, Herbert William (1886–1962), US-amerikanischer Pionier im Bereich der industriellen Arbeitssicherheit
- Heinrich, Heribert (* 1951), deutscher Politiker (SPD), MdL
- Heinrich, Horst (* 1921), deutscher NDPD-Funktionär, Abgeordneter der Volkskammer der DDR (NDPD)
- Heinrich, Horst (1938–2002), deutscher Politiker (SPD), MdL
- Heinrich, Horst-Alfred (* 1955), deutscher Politologe
- Heinrich, Ida (1979–2019), grönländische Opernsängerin
- Heinrich, Ignace (1925–2003), französischer Leichtathlet
- Heinrich, Jan-Henrik (* 1963), deutscher Sportschütze
- Heinrich, Jana (* 1986), deutsche Basketballspielerin
- Heinrich, Jean-Louis (1943–2012), französischer Fußballspieler
- Heinrich, Jens (* 1973), grönländischer Historiker und Diplomat
- Heinrich, Joachim (* 1952), deutscher Umweltepidemiologe
- Heinrich, Joe (* 1976), schottischer Autor und Comiczeichner
- Heinrich, Johann Baptist (1774–1838), deutscher Politiker und Oberbürgermeister von Mainz (1837–1838)
- Heinrich, Johann Baptist (1816–1891), deutscher Priester
- Heinrich, Johannes (* 1968), österreichischer Jurist
- Heinrich, Jörg (* 1965), deutscher Schauspieler
- Heinrich, Jörg (* 1969), deutscher Fußballspieler und -trainerJörg Heinrich (* 1969)

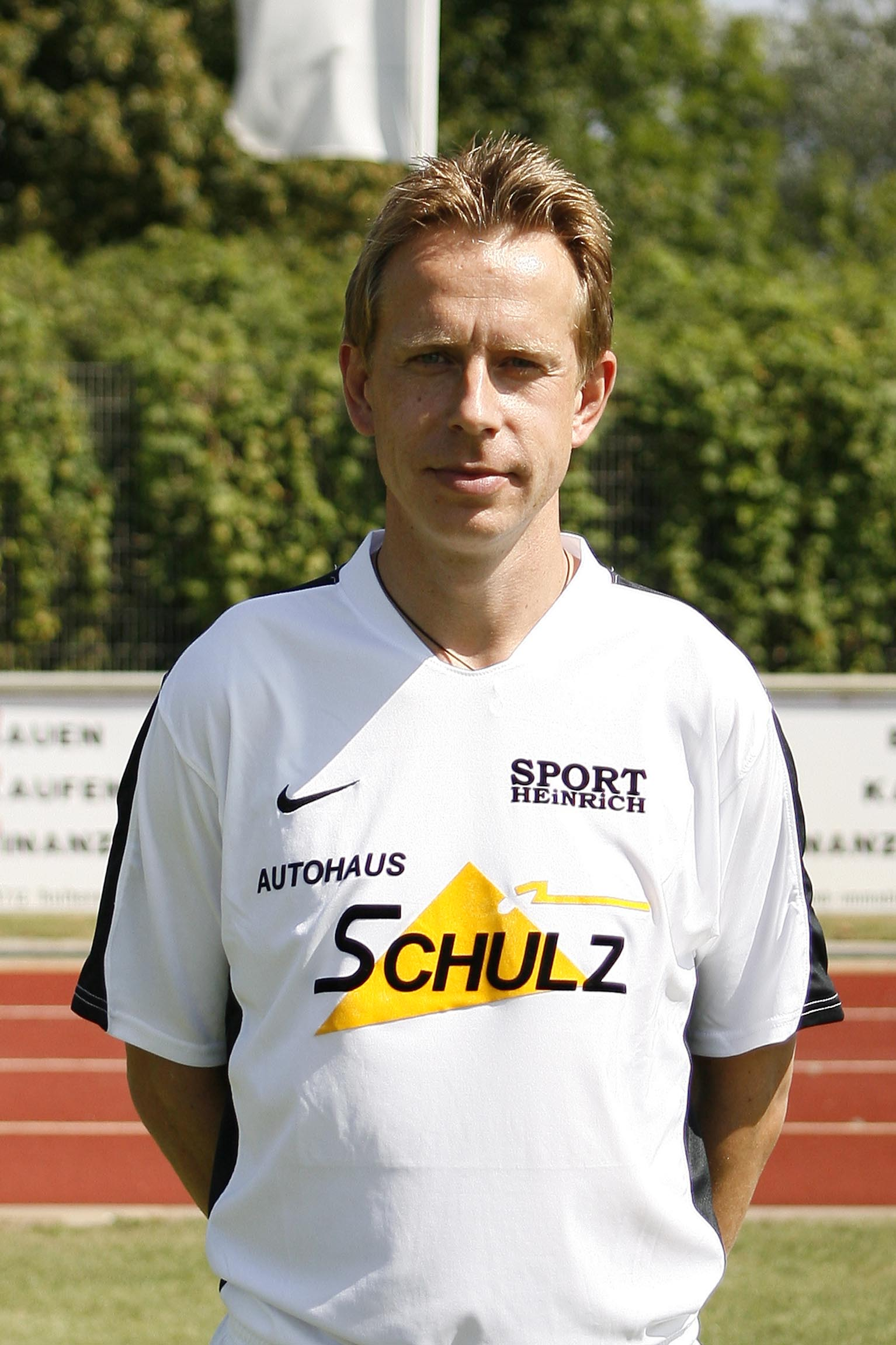
Jörg Heinrich (* 1969)

- Heinrich, Josef (1879–1955), deutscher Politiker
- Heinrich, Joseph (1860–1948), deutsch-französischer Lokalpolitiker (Zentrum) und Abgeordneter des Landtags des Reichslandes Elsaß-Lothringen
- Heinrich, Joseph (1895–1945), deutscher römisch-katholischer Geistlicher und Märtyrer
- Heinrich, Jürgen (* 1937), deutscher Politiker (SPD) MdHB
- Heinrich, Jürgen (* 1941), deutscher Ökonom, Professor für Journalistik
- Heinrich, Jürgen (* 1945), deutscher Schauspieler
- Heinrich, Jürgen (* 1948), deutscher Jugendfunktionär (FDJ)
- Heinrich, Jürgen G. (* 1949), deutscher Ingenieur und Professor für Ingenieurkeramik
- Heinrich, Jutta (1937–2021), deutsche Schriftstellerin
- Heinrich, Karen (* 1968), deutsche Handballspielerin
- Heinrich, Karl (1822–1890), deutscher Jurist und konservativer Politiker, MdR, MdL (Königreich Sachsen)
- Heinrich, Karl (1890–1945), sozialdemokratischer Aktivist, Polizeioffizier und antifaschistischer Widerstandskämpfer
- Heinrich, Karl (1896–1945), deutscher römisch-katholischer Geistlicher und Märtyrer
- Heinrich, Karl Borromäus (1884–1938), deutscher Schriftsteller
- Heinrich, Karl Friedrich (1774–1838), deutscher klassischer Philologe und Hochschullehrer
- Heinrich, Katherine (* 1954), australisch-kanadische Mathematikerin und Hochschullehrerin
- Heinrich, Katja (* 1975), deutsche Schauspielerin
- Heinrich, Klaus (1927–2020), deutscher Religionswissenschaftler und -philosophKlaus Heinrich (1927–2020)

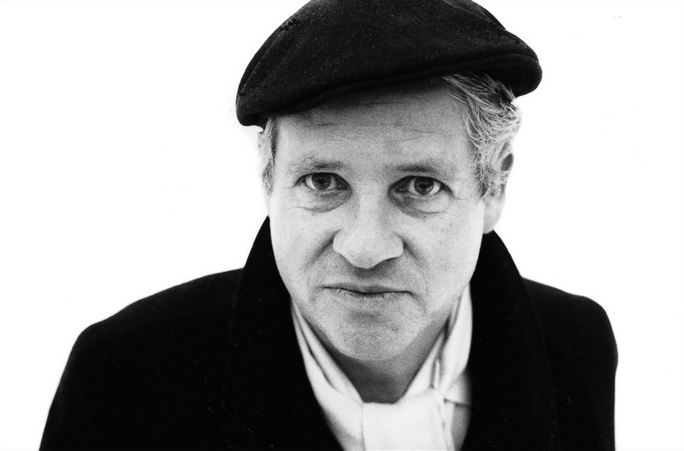
Klaus Heinrich (1927–2020)

- Heinrich, Klaus (* 1962), deutscher Musiker, Musik- und Kunstschulleiter, Pianist und Chorleiter
- Heinrich, Kurt, deutscher Fußballspieler
- Heinrich, Kurt (* 1893), deutscher Elektrotechniker
- Heinrich, Kurt (* 1911), deutscher SS-Obersturmführer und Adjutant im KZ Mittelbau und KZ Vaivara
- Heinrich, Kurt (1925–2015), deutscher Mediziner und Psychiater
- Heinrich, Laurin (* 2001), deutscher Automobilrennfahrer
- Heinrich, Lea (* 1984), deutsche Künstlerin
- Heinrich, Leopold (1830–1891), deutscher Architekt
- Heinrich, Lotta (* 1995), deutsche Handballspielerin
- Heinrich, Lutz (1954–2023), deutscher Rockmusiker
- Heinrich, Lutz Jürgen (1936–2022), deutsch-österreichischer Wirtschaftswissenschaftler und Hochschullehrer
- Heinrich, Magnus (* 1987), deutscher Basketballspieler
- Heinrich, Manfred (* 1958), deutscher Rechtswissenschaftler
- Heinrich, Margareta (1951–1994), österreichische Filmregisseurin
- Heinrich, Marie (* 1994), deutsche Biathletin
- Heinrich, Marion, deutsches Fotomodell, Schönheitskönigin und Unternehmerin
- Heinrich, Martin (* 1971), deutscher Pädagoge
- Heinrich, Martin (* 1971), US-amerikanischer Politiker der Demokratischen Partei
- Heinrich, Marvin (* 1989), deutscher Artistique-Billardspieler
- Heinrich, Matthias (* 1954), deutscher römisch-katholischer Geistlicher und Weihbischof im Erzbistum Berlin
- Heinrich, Michael (* 1957), deutscher PolitikwissenschaftlerMichael Heinrich (* 1957)

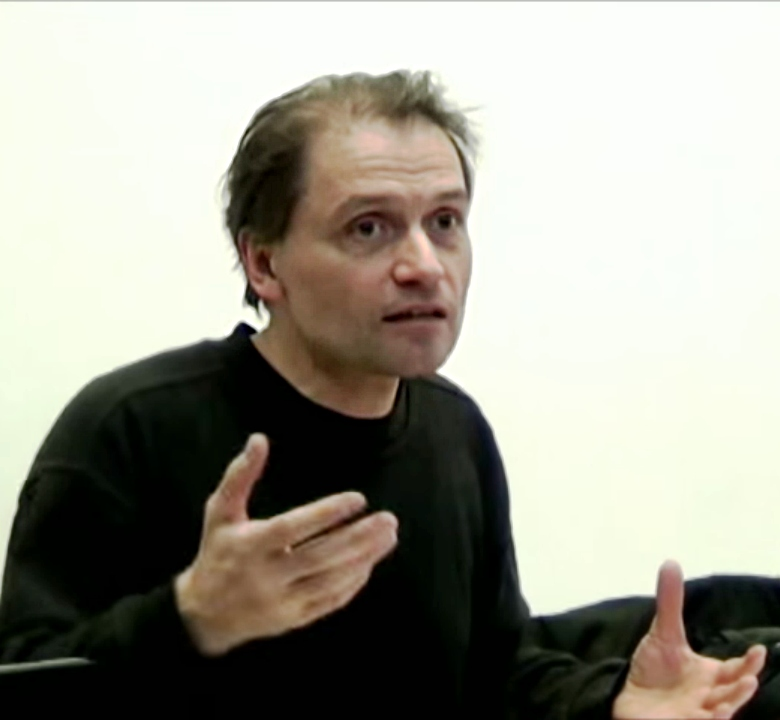
Michael Heinrich (* 1957)

- Heinrich, Michael (* 1957), deutscher Pharmakologe
- Heinrich, Michael (* 1966), deutscher Bühnen- und Kostümbildner
- Heinrich, Moritz (* 1997), deutscher Fußballspieler
- Heinrich, Nicolas (* 2001), deutscher Radsportler
- Heinrich, Nikolaj (* 1938), grönländischer Politiker und Fischer
- Heinrich, Nils (* 1971), deutscher Slam-Poet und Musik-Kabarettist
- Heinrich, Olaf (* 1979), deutscher Kommunalpolitiker (CSU) und Bezirkstagspräsident von Niederbayern
- Heinrich, Otto (1891–1967), deutscher Maler
- Heinrich, Paridom Gottlob (1787–1864), deutscher Geometer und Ingenieur
- Heinrich, Patrick (* 1985), deutscher Schauspieler
- Heinrich, Paul (1871–1927), deutscher Konteradmiral
- Heinrich, Paul (1969–2023), deutscher Schriftsteller, Dichter
- Heinrich, Peter (1890–1944), rumänischer Politiker und Abgeordneter
- Heinrich, Peter (1927–2012), deutscher Chirurg
- Heinrich, Peter (* 1941), deutscher Psychologe, Rektor der Fachhochschule für Verwaltung und Rechtspflege Berlin
- Heinrich, Peter (1947–1998), deutscher Schauspieler, Regisseur, Synchron- und Hörspielsprecher
- Heinrich, Peter (1948–2015), deutscher Politiker (CDU); MdL
- Heinrich, Placidus (1758–1825), deutscher Benediktinermönch und Naturforscher
- Heinrich, Rebecca (* 1995), österreichische Slampoetin und Lyrikerin
- Heinrich, Reinhard (* 1913), deutscher Fußballspieler
- Heinrich, Reinhard (* 1954), deutscher Schriftsteller, Journalist und Politiker (Die Linke)
- Heinrich, Reinhart (1946–2006), deutscher Biophysiker
- Heinrich, Roger, deutscher Schlagzeuger und Musikpädagoge
- Heinrich, Ruben (* 1981), deutscher Tischfußballspieler
- Heinrich, Rudolf (1845–1917), deutscher Kommunalpolitiker
- Heinrich, Rudolf (1926–1975), deutscher Bühnenbildner
- Heinrich, Sabine (* 1969), deutsche Triathletin
- Heinrich, Sabine (* 1976), deutsche Radio- und FernsehmoderatorinSabine Heinrich (* 1976)

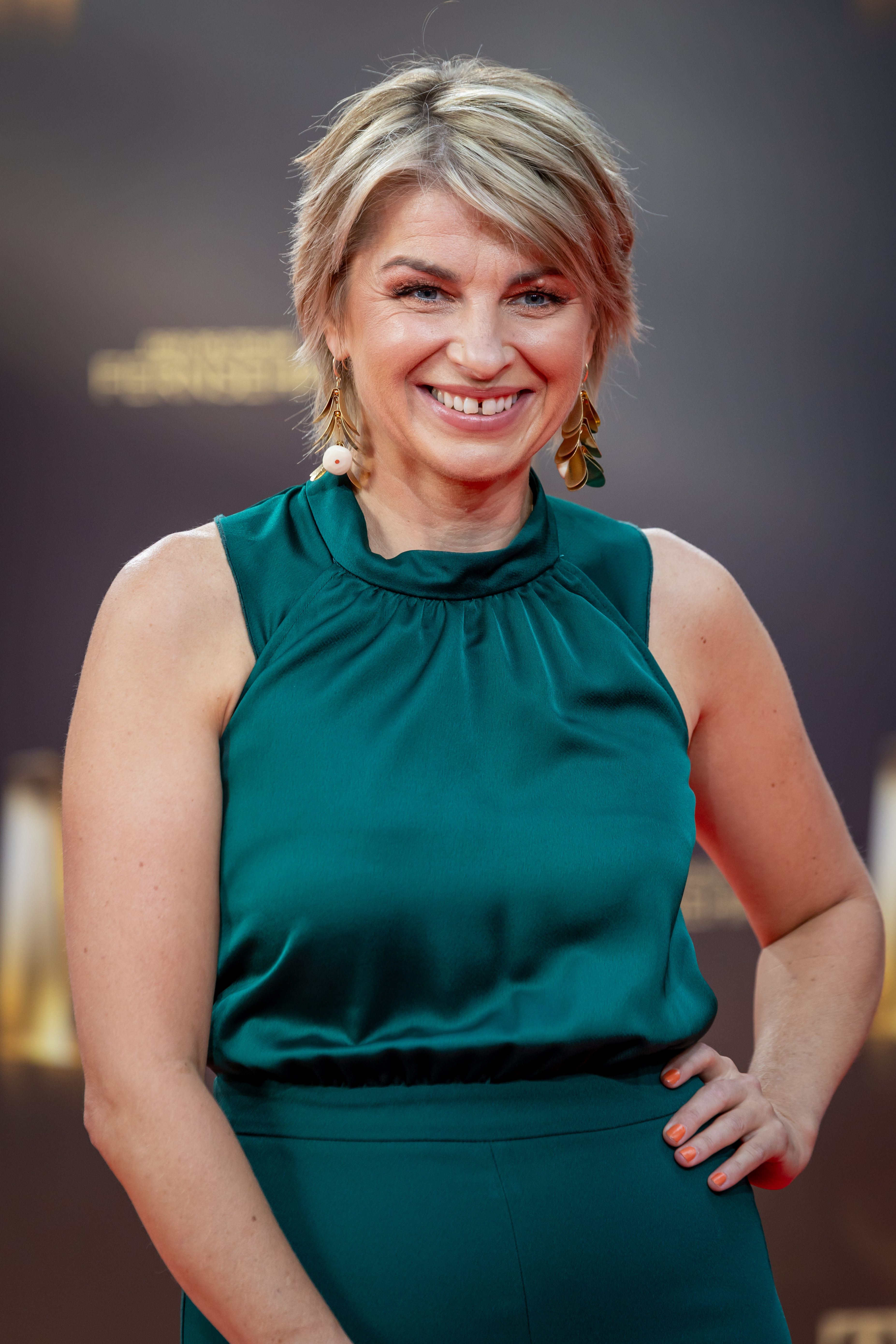
Sabine Heinrich (* 1976)

- Heinrich, Sarah-Lee (* 2001), deutsche Politikerin
- Heinrich, Siegfried (1935–2023), deutscher Chorleiter und Dirigent
- Heinrich, Sigi (* 1953), deutscher Redakteur und Sportreporter
- Heinrich, Stefan (* 1951), deutscher Mathematiker und Hochschullehrer
- Heinrich, Stephan (* 1964), deutscher Unternehmensberater und Autor
- Heinrich, Stephanie (* 1979), US-amerikanisches Fotomodell
- Heinrich, Susanne (* 1969), deutsche Gambistin
- Heinrich, Susanne (* 1985), deutsche Schriftstellerin und Filmregisseurin
- Heinrich, Tim (* 1995), deutscher Skispringer
- Heinrich, Udo (* 1947), deutscher Maler
- Heinrich, Ulrich (1939–2007), deutscher Politiker (FDP), MdB
- Heinrich, Uta (* 1951), deutsche Juristin und Politikerin
- Heinrich, Uwe (* 1953), deutscher Schauspieler
- Heinrich, Walter (1902–1984), österreichischer Ökonom und sudetendeutscher Politiker
- Heinrich, Walter (1927–2008), deutscher Maler und Grafiker
- Heinrich, Wilhelm, deutscher Petrologe, Geochemiker und Mineraloge
- Heinrich, Wilhelm (1882–1970), deutscher Jurist und Funktionär der CDU der DDR
- Heinrich, Wilhelm (1882–1944), deutscher Bauingenieur und Eisenbahnmanager
- Heinrich, Willi (1920–2005), deutscher Schriftsteller
- Heinrich, Wolfgang (1921–2019), deutscher Maler und Grafiker
- Heinrich, Wolfgang (1928–2020), deutscher Maler, Grafiker und Illustrator

###### Heinrich-R
- Heinrich-Reichow, Kathleen (* 1977), deutsche Juristin und Richterin

###### Heinrich-S
- Heinrich-Steudel, Helga (* 1939), deutsche Motorrad- und AutomobilrennfahrerinHelga Heinrich-Steudel (* 1939)

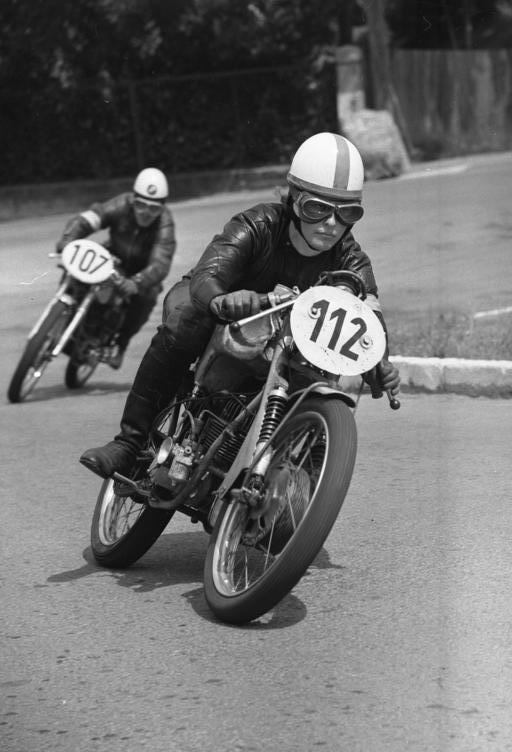
Helga Heinrich-Steudel (* 1939)

###### Heinriche
- Heinricher, Emil (1856–1934), österreichischer Botaniker

###### Heinrichs
- Heinrichs, Achim (1945–2024), deutscher Klassischer Philologe
- Heinrichs, Adolf (1857–1924), deutscher Politiker und Regierungspräsident des Regierungsbezirkes Lüneburg
- Heinrichs, April (* 1964), US-amerikanische Fußballspielerin
- Heinrichs, Axel Erik (1890–1965), finnischer General der Infanterie und Chef des Generalstabes der finnischen Streitkräfte im Zweiten Weltkrieg
- Heinrichs, Bert (* 1974), deutscher Philosoph
- Heinrichs, Carl Friedrich Christoph (1798–1881), deutscher evangelischer Pfarrer
- Heinrichs, Conrad (1786–1849), Landtagsabgeordneter Großherzogtum Hessen
- Heinrichs, Dieter (* 1948), deutscher Fußballspieler
- Heinrichs, Dirk (* 1965), deutscher Schauspieler, Autor, Präventionsexperte
- Heinrichs, Dirk (* 1968), deutscher Fußballtorhüter und -trainer
- Heinrichs, Elke (* 1964), deutsche Wasserspringerin
- Heinrichs, Emilie (1823–1901), deutsche Schriftstellerin
- Heinrichs, Falk (* 1960), deutscher Politiker (SPD), MdL
- Heinrichs, Felix (* 1989), deutscher Politiker (SPD)Felix Heinrichs (* 1989)

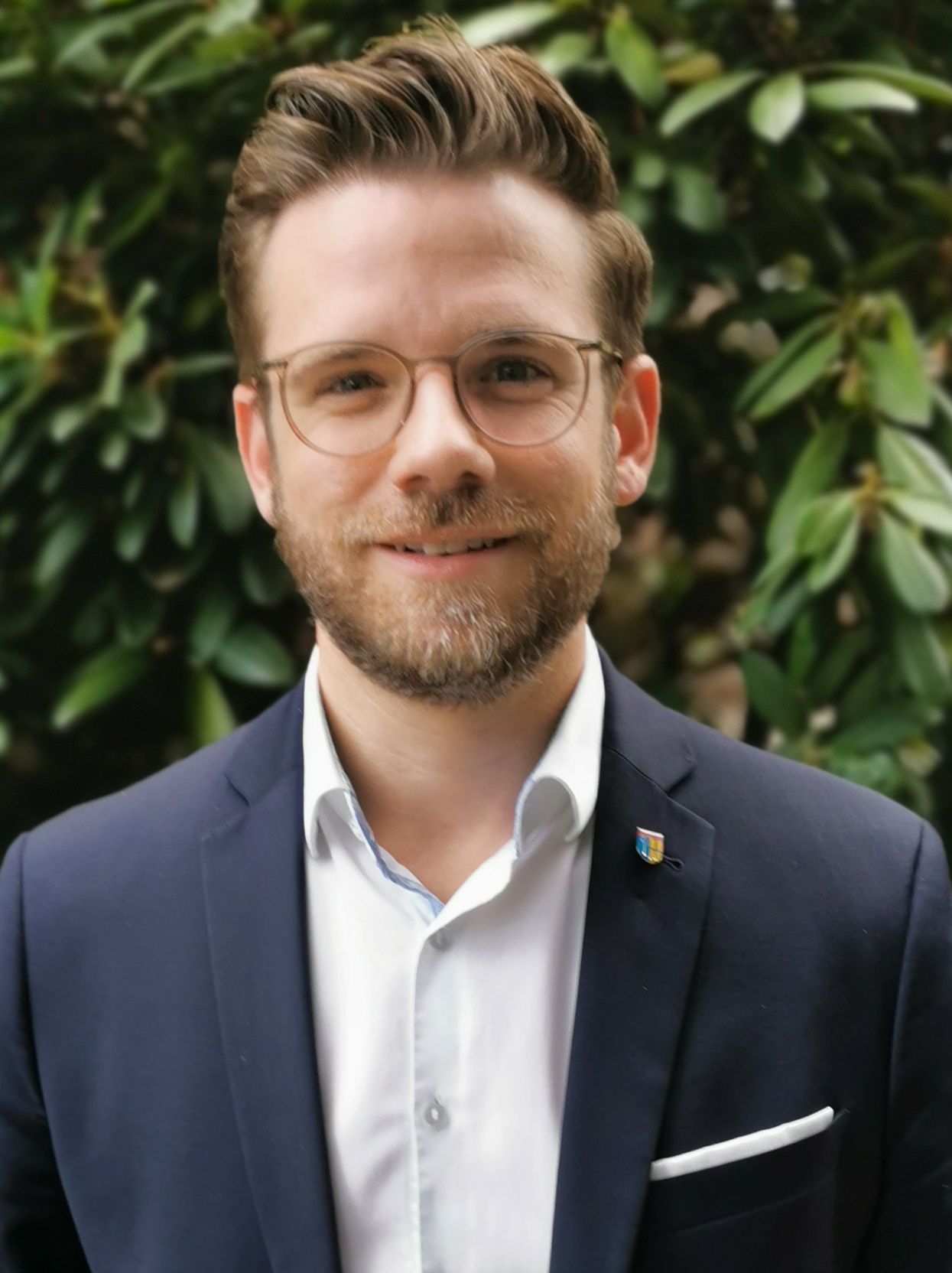
Felix Heinrichs (* 1989)

- Heinrichs, Georg (1926–2020), deutscher Architekt und Stadtplaner
- Heinrichs, Hans Joachim (1917–1995), deutscher Textdichter, Komponist, Gastspieldirektor und Conferencier
- Heinrichs, Hans-Jürgen (* 1945), deutscher Ethnologe und Schriftsteller
- Heinrichs, Harald (* 1970), deutscher Kommunikationswissenschaftler und Hochschullehrer
- Heinrichs, Heinz (1886–1957), deutscher Landschaftsmaler der Düsseldorfer Schule
- Heinrichs, Helmut (1928–2017), deutscher Richter
- Heinrichs, Heribert (1922–2004), deutscher Pädagoge und Medienwissenschaftler
- Heinrichs, Jill H. (* 1995), deutsche Grundschullehrerin und Autorin
- Heinrichs, Joachim (1889–1955), deutscher evangelischer Pfarrer
- Heinrichs, Johann Carl (1793–1855), deutscher Pädagoge und lutherischer Geistlicher
- Heinrichs, Johann Heinrich (1765–1850), deutscher evangelisch-lutherischer Theologe, hannöverscher Kirchenrat und Superintendent
- Heinrichs, Johannes (1590–1664), deutscher Jurist und Ratssekretär der Hansestadt Lübeck
- Heinrichs, Johannes (* 1942), deutscher Sozialphilosoph
- Heinrichs, Johannes (* 1956), deutscher Althistoriker
- Heinrichs, Johannes (* 1990), deutscher Schauspieler
- Heinrichs, Josef (1919–1994), deutscher Politiker (SPD), MdL
- Heinrichs, Josef (* 1953), deutscher General
- Heinrichs, Jürgen (* 1977), deutscher Fußballspieler
- Heinrichs, Karen (* 1974), deutsche Hörfunk- und Fernsehmoderatorin
- Heinrichs, Kathrin (* 1970), deutsche Autorin und Kabarettistin
- Heinrichs, Konrad-Oskar (1890–1944), deutscher Generalleutnant im Zweiten Weltkrieg
- Heinrichs, Kurt (1894–1971), deutscher Verwaltungsbeamter Niedersachsens
- Heinrichs, Leo (1867–1908), deutscher katholischer Geistlicher und Märtyrer
- Heinrichs, Marco (* 1974), deutscher Eishockeyspieler
- Heinrichs, Maurus (1904–1996), deutscher Franziskaner und Missionar in China und Japan
- Heinrichs, Nina (* 1984), deutsche Moderatorin
- Heinrichs, Otto (1864–1932), deutscher Jurist, Kreisrat im Kreis Alsfeld
- Heinrichs, Pascal (* 1989), deutscher Basketballtrainer
- Heinrichs, Peter (1946–2016), deutscher Tabak- und Pfeifenhändler
- Heinrichs, Peter Josef (1815–1892), deutscher Lehrer und Heimatforscher
- Heinrichs, Rick, US-amerikanischer Artdirector und Szenenbildner
- Heinrichs, Salama Inge (1922–2015), Psychotherapeutin
- Heinrichs, Siegfried (1941–2012), deutscher Dichter, Schriftsteller und Verleger
- Heinrichs, Ulrike (* 1964), deutsche Kunsthistorikerin
- Heinrichs, Werner (* 1947), deutscher Kulturwissenschaftler
- Heinrichs, Wilfried (* 1925), deutscher Fußballspieler
- Heinrichs, Wilhelm (1914–1995), deutscher Komponist
- Heinrichs, Wolfgang (1929–1994), deutscher Ökonom, Wirtschaftswissenschaftler der DDR
- Heinrichs, Wolfgang E. (* 1956), deutscher Historiker und Theologe
- Heinrichs, Wolfhart (1941–2014), deutscher Islamwissenschaftler, Arabist und Graeco-Arabist
- Heinrichsbauer, August (1890–1977), deutscher Wirtschaftsjournalist und Lobbyist
- Heinrichsbauer, Johannes (1888–1956), deutscher katholischer Pfarrer und Gegner des NS-Regimes
- Heinrichsdorff, Ruth (1906–2001), deutsche Widerstandskämpferin gegen den Nationalsozialismus
- Heinrichsdorff, Wilhelm (1864–1936), deutscher Maler und Zeichner, Gymnasial- und Hochschullehrer sowie Autor
- Heinrichsdorff, Wolff (1907–1945), deutscher Staatsbeamter und Schriftsteller
- Heinrichsen, Anders (* 1980), dänischer Schauspieler
- Heinrichsen, Friedrich (1901–1980), deutscher Typograf, Grafiker und Textdichter
- Heinrichsohn, Ernst (1920–1994), deutscher Jurist und Täter des Holocaust

##### Heinrici
- Heinrici, August (1812–1881), deutscher Pfarrer und Abgeordneter in Ostpreußen
- Heinrici, Carl (1876–1944), deutscher Jurist, Verwaltungsbeamter und Politiker
- Heinrici, Daniel (1615–1666), deutscher lutherischer Theologe
- Heinrici, Georg (1844–1915), deutscher evangelischer Theologe
- Heinrici, Gotthard (1886–1971), deutscher GeneraloberstGotthard Heinrici (1886–1971)

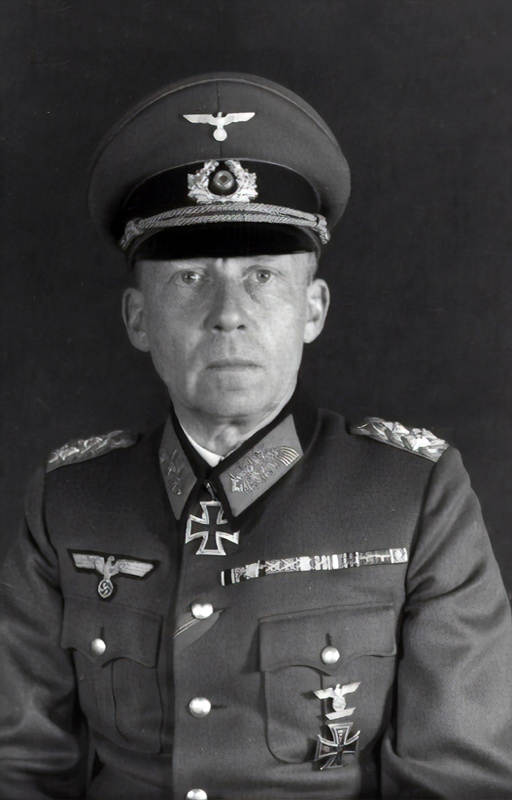
Gotthard Heinrici (1886–1971)

- Heinrici, Klaus Peter (1928–2017), deutscher Architekt
- Heinrici, Louis (* 1847), deutscher Industrieller

##### Heinricu
- Heinricus, Bürgermeister in Brilon

#### Heinrig
- Heinrigs, Franz (1871–1924), preußischer Oberst

### Heinro
- Heinroth, August (1875–1967), deutscher Jurist
- Heinroth, Johann August Günther (1780–1846), deutscher Musikdirektor, Pädagoge, Komponist und Schriftsteller
- Heinroth, Johann Christian August (1773–1843), deutscher Psychiater
- Heinroth, Katharina (1897–1989), deutsche Zoologin, Leiterin des Berliner Zoos
- Heinroth, Magdalena (1883–1932), deutsche Zoologin
- Heinroth, Oskar (1871–1945), Ornithologe und Leiter des Berliner Aquariums
- Heinroth, Wilhelm (1842–1925), deutscher Richter, MdHH